# 爆走兄弟レッツ&ゴー!!の登場人物
爆走兄弟レッツ&ゴー!!の登場人物（ばくそうきょうだいレッツ&ゴーのとうじょうじんぶつ）では、こしたてつひろの漫画作品『爆走兄弟レッツ&ゴー!!』およびそれを原作にしたアニメ作品（星馬兄弟（兄：烈、弟：豪）を主人公とした第1シリーズ『爆走兄弟レッツ&ゴー!!』および第2シリーズ『爆走兄弟レッツ&ゴー!! WGP』、一文字兄弟（兄：豪樹、弟：烈矢）を主人公とした第3シリーズ『爆走兄弟レッツ&ゴー!! MAX』）、ゲーム作品に登場した人物の説明を纏める。以下の記述は特断なき限りアニメ版の設定を基にしている。
登場人物名の下に続く「声 - 」は、担当声優名である。声優が不明、もしくは担当声優がいない（漫画版のみの登場人物や声の無いゲームのみの登場人物など）場合は省略している。
レーサーたちのマシンについては、爆走兄弟レッツ&ゴー!!の登場マシンを参照。
第1シリーズ『爆走兄弟レッツ&ゴー!!』および第2シリーズ『爆走兄弟レッツ&ゴー!! WGP』作品世界の15年後を描いた『爆走兄弟レッツ&ゴー!! Return Racers!!』が『コロコロアニキ』にて掲載されており、それも追記する。

## 第1期『爆走兄弟レッツ&ゴー!!』

### TRFビクトリーズ
日本代表。アルファベット表記は "TRF VICTORYS"。国際ミニ四駆連盟名誉会長である岡田鉄心の独断によって選出されたメンバー。個々のレーサーの実力は、いずれもトップクラスであるのは確かで、どのメンバーも作戦などの要として活躍した経験がある。
他のチームがマシンを統一することによってチームランニングを重視しているのに対し、ビクトリーズは全員が種類も性能も異なるマシンを使用しており、メンバー自体の個性の強さも相まってチームプレー、特にフォーメーション走行は1、2を争うほどの不得手であるというグランプリの出場しているチームの中では異色の存在。そのため、他チームから実力を過小評価されることも多く、FIMAも当初WGPの日本開催に反対していた。しかし、世界グランプリで過酷なレースを経験したことにより成長を遂げ、一人一人の自由な走りを生かしたフリー･フォーメーション（ファイター命名）による走法で、第1回WGP優勝の栄冠を勝ち取った。
一度だけ負傷したリョウの代理選手として弟の二郎丸が参戦し、過労で倒れた土屋博士に代わって風輪小学校の教師であるたまみが代理監督を務めたことがある。
チーム名に含まれている「TRF（ティーアールエフ）」は、アニメ版では「ツチヤ・レーシング・ファクトリー」の略、漫画版では「タミヤ・レーシング・ファクトリー」の略とされている。なお、「タミヤ・レーシング・ファクトリー」はタミヤのRCカーのワークス・チームとして実在しており、ミニ四駆のエボリューションモデルも存在している（詳細はTRFシリーズを参照のこと）。
MAX編では第2回世界グランプリ開催国のアメリカに旅立つ。アニメ版では全員の基本私服は前作（第1期・WGP編）のものから変更された。
原作およびアニメでは5人だったが、PSゲーム『ミニ四駆爆走兄弟レッツ&ゴー!! WGPハイパーヒート』およびGBゲーム『ミニ四駆GB Let's&Go! オールスターバトルMAX』では6人目のメンバーが加わり、計6人となっている。

### 主人公
星馬烈（せいば レツ）
声 - 渕崎ゆり子
『爆走兄弟レッツ&ゴー!!』および『爆走兄弟レッツ&ゴー!!WGP』の主人公の一人であり、星馬兄弟の兄。弟の豪には「烈兄貴」と呼ばれている。責任感が強く、しっかり者で優しい性格の優等生。
普段は落ち着いているが、豪との兄弟喧嘩やレースに際しては熱くなる少年。その反面気弱でプレッシャーに弱く、特にWGP後半ではその部分が顕著に現れてしまったことがあった。原作者のこしたてつひろは「豪より熱い血が流れている」とコメントしている。また、時には土屋博士と敵対している大神博士陣営にマシン技術提供を求めるなど、大胆な行動を見せることもある。高速コーナリング重視のマシン製作を得意としており、「コーナリングの貴公子」の異名を持つ。ピット作業は素早くかつ丁寧であり、セッティングミスによるマシントラブルを起こしたことはほとんどない。堅実な走りが武器であるが少々決定打に欠けており、シーズンレースに出場すると何かしら不幸なアクシデントが発生し、作中では3回リタイアに追い込まれている。WGP編では、TRFビクトリーズのチームリーダーを務めた。しかし、「自分はリーダーとしての統率力に欠けているのではないか？」と気に病むあまり、WGP編41話でオーディンズとのレース中に無茶をして足に怪我を負ってしまい、全治2週間の入院となる。ビクトリーズのリーダーとしての自信を無くしつつあった烈だが、豪やジュンの励まし、子供たちがミニ四駆で楽しむ姿を見て、かつての自分の情熱を思い出し立ち直った。
WGP編44話では、ビートマグナムのデザインを参考にして製作したフロントサスペンションと大径タイヤを採用した新型マシン「バスターソニック」を開発する。
WGP編45話では、負ければ予選敗退の重圧の中、バラバラだったチームをまとめ上げて決勝進出を決めた。リーダーとしても一皮剥け、チームメイトから絶大な信頼を寄せられるようになる。
チーム単位のレースで最前面に出ることは少ない印象だが、1位でのゴールがチームで最も多かった。個人としての実力は、WGP編49話のファイナルレース第2戦で、無敗伝説を誇っていたドイツアイゼンヴォルフのチームリーダーである天才レーサーのミハエルのベルクカイザーに一騎討ちで勝利するなど、世界トップレベルにある。
蛾とお化けとピーマンが苦手。甘く焼いた卵焼きが好物。緑の帽子がトレードマーク。一人称は豪との会話では「俺」だが、豪以外の人物では「僕」と称している。なお、稀に逆になることもある。
MAX編では第2話と第51話（最終回）のみ登場。第2回WGPが行われるアメリカ合衆国に、出発する前の壮行会では、「もうリーダーにはなりたくない」とぼやいていたが、結果的に藤吉の後押しで引き続きリーダーに推薦されている。最終回では一時的に帰国。リターンコースで決着を付けて走っている一文字兄弟を、昔の自分や豪のように見つめていた。
DVD-BOXの公式サイトで行われた人気投票では、1位にランクインした。
20年後の姿を描いた『Return Racers!!』では、小学校卒業後は土屋博士推薦の海外留学を経て、宇宙開発関係の職業に就き、現在は惑星探査機「ブラストソニック」のプロジェクトリーダーを務めている。この惑星探査機の名前は、小学校卒業と同時にミニ四駆を卒業することを決め、その締めくくりに豪とのレースをするために生み出した最後のソニック「ブラストソニック」から貰ったもの。少年時代に輪を掛けたような昨今の豪の言動には、ジュン共々手を焼いている。
星馬豪（せいば ゴー）
声 - 池澤春菜、森久保祥太郎（Return Racers!!）
第1期・WGP編の主人公の一人で、星馬兄弟の弟。本来は星馬兄弟2人が主人公という位置付けだが、彼の豪快かつ一本気な性格が読者に受けたためメインに回ることが多い。ただし、クレジットやキャラクター紹介、ナレーションなどでは基本的に烈より後で2番目である。物語の題名の由来が傍書されている"Let's"&"Go"という英単語のため、原作漫画では彼の名のかな表記は、最新作『Return Racers!!』を除き一貫して「ごう」「ゴウ」ではなく「ゴー」である。
ストレートでのスピード重視のマシン製作が得意であるため、「燃える弾丸」の異名を持つ。本人の気質もマシン特性と同じく、豪快で一本気な典型的な熱血バカ。トレードマークはゴーグル。「授業中にミニ四駆を組み立てる」「無計画にパーツを買っているため、いざ必要なパーツが欲しい時に資金不足で買えない」「思ったことをすぐに口にする」「自己中心的」と問題児ではあるが情に厚いところもあり、何だかんだで友人たちには恵まれている。兄の烈とはことあるごとに対立、喧嘩をするが、内心では烈のことを信頼している。烈が気を病み自信を失っていたときはさりげなく助け船を出し、立ち直るきっかけを与えるなど兄想いの一面もある。アニメでは、尻に青痣がある。
WGP編でTRFビクトリーズ結成後はチームのエースとして活躍。しかし、烈をリーダーとして認めない、自分の主張を頑として曲げない強情さや、ルールをきちんと把握できていないことが災いし、勝てる試合を何度か落としてしまったこともあり、反省しようとすることもほとんど無い。しかし烈の説得さえあれば反省はする。スタンドプレイぎりぎりの走りは最大の武器にして弱点でもあり、ビクトリーズのメンバーの中で最もリタイアやコースアウトが多く、ジャンプを失敗させた上にスピンコブラを巻き添えでクラッシュさせてしまったこともある。ただし連敗続きで下級生たちに馬鹿にされた際は、負けたレースでのビデオを夜通し見返すことで敗因を分析しようとしたこともあり、いくつかの経験の末に最終的にはビクトリーズの優勝の立役者となった。ロッソストラーダ絡みのことでは最初のトラブルが起因で唯一彼らの本性を知っていたが、日頃の行いやロッソストラーダが善人を装っていたこともあって、メンバーから信じてもらえずチーム内で孤立してしまったこともある。WGPの終盤でリーダーとしての自信を無くしていた烈に立ち直らせるきっかけを与えた。同時に烈をリーダーとして認めるようになった。
ミニ四駆以外にもTVゲームが好きで本編でも「レースゲームは得意」と発言しているが、PSゲーム『爆走兄弟レッツ&ゴー!! エターナルウィングス』の隠しドラマでは烈に「お前の買ってくるゲームは大抵つまらない」とゲームの見る目の無さを酷評されている。
アニメにおいては、絵に関しては画力が壊滅的で下手ながらもマシンの開発および設計のセンスに関しては目を見張るものがあり、サイクロンマグナムとビートマグナムを自らデザインしている。
好物はタコさんウィンナー。苦手なものは高い所と勉強とピーマン。横文字も苦手なようで、アニメ版ではビートマグナム開発時のシャーシ強化案の際、リョウから「よくあれでウチのチームに入れたな」と呆れられた。運動神経は悪くないが、原作では当初ローラースケートができなかった。
MAX編では第2話と第51話（最終回）のみ登場。アメリカに出発直前、乱入してきた豪樹と正々堂々勝負するため、飛行機の出発時間を無視して場外レースを展開。ビクトリーズ全員と二郎丸もレースに参加する中、1位を手にしている。最終回では一時的に帰国。リターンコースで決着を付けて走っている一文字兄弟を、昔の自分や烈のように見つめていた。原作では海外で奮闘する様子が描かれ、ニューマシン「ライトニングマグナム」を駆り、世界レベルの実力を見せつけていた。
DVD-BOXの公式サイトで行われた人気投票では、2位にランクインした。
原作から15年後の世界を描いた『Return Racers!!』の大人編ではF1レーサーになっている。前年に遅咲きながらも10連勝でF2チャンプになりF1レーサーとしてデビューするも、勝ちを焦るあまり3戦連続でクラッシュ・リタイアし翌年のシードも崖っ縁になり、ヤケクソになって昼間から自宅で酒に溺れるようになってしまう。そんな生活の中で元レースクイーンの女性に、彼女の息子である翼の世話を任される。翼からは「父ちゃん」と呼ばれ慕われており、烈やジュンからも「そっくり」だと言われているが、実際に親子関係にあるのかは不明。
佐上模型店にてジュンと実兄の烈に翼の世話を押し付けていると、レーサーとして因縁の相手であるロニー・チャップマンもたまたま息子ピーターを連れて入店する。（母親に買ってもらい自身でも改造した）ウイングマグナムを愛機にピーターとレースを始める翼を観戦。最初は酒を片手にコースアウトを繰り返す翼を横目で茶化すだけだったが、レースに対する翼の直向きさや諦めの悪さを見ている内に、彼らが15年前の自分たちの相似であることに烈の指摘で気付かされ、若き日の表情を取り戻しウイングマグナムの改造を施し翼を勝利に導く。次のレースではロニーを相手に一歩も退かぬ戦いを挑んだ。それ以降は翼と共に行動しつつ、小学生・中学生時代の思い出を交えながら物語の語り部となる。
『Return Racers!!』の中学編では、チイコを始めとする女子にセクハラを繰り返すスケベに成長していた。喧嘩っ早さは否めないものの、マシンへの愛情や仲間思いな部分は小学生の頃から変わらない。根の優しさも健在。

### その他
鷹羽リョウ（たかば リョウ）
声 - 高乃麗
第1期にて星馬兄弟のライバルとして登場。腰まである長髪を後ろで束ねた野性的な少年で、普段は寡黙な性格でぶっきらぼうな面もあるが、内面には熱い闘志を持つ。アニメ版のWGP編では烈と同じくお化けが苦手であることが判明。弟や周囲にはそのことを隠しているが、Jには知られることになった。オフロードでのスピードを得意としていることから「轟く爆風」や優勝できる状況でも本当の勝利のために勝てるレースを逃している「無冠の帝王」といった異名を持つ。普段は弟の二郎丸と2人で山にテントを張って暮らしている。そのため料理が上手。最初は豪と烈に勝負を挑むために別の町から来たという発言をしているが、そのまま風輪町の山に住み着いた。原作漫画の設定では父親はトラック運転手、母親は他界（『Return Racers!!』版設定では移動式弁当販売店を営んでおり、北海道で仕事をしていると説明されている）。アニメ版の設定では「家族構成不明」となっている。
WGP編では対アストロレンジャーズ戦、アストロドームでの第2戦の前日のイベントのジェットスキーレースでアストロレンジャーズのジョーを壁への激突から助けた際に右足首を捻挫してしまい、弟の二郎丸に代理を頼んで欠場。その試合において、リョウの怪我に対する罪悪感から二郎丸をわざと抜かないジョーに対し、ファイターから実況マイクを奪い取って、二郎丸を激しく叱咤しただけでなく、ジョーにもあえて挑発する発言を行った。この男らしさが、ジョーから気に掛けられる理由になった。
その他、烈の立てた作戦プランを状況に応じて変更を加えるなど柔軟な一面も見せた。暴走しがちな豪を窘めるなどリーダーの烈からの信頼も厚い。
MAX編では第2話・第44話・第51話（最終回）のみ登場。第44話では、ニューマシン「ライジングトリガー」で豪樹、烈矢とレースをして世界レベルの実力を見せ付けた。土屋博士が日本にいる一文字博士が送ってきたブレイジングマックスのデータを見ているうちに、斬新なアイディアに刺激され土屋博士の空力理論とシャーシからダウンフォースを生み出すためのエアインテークをシャーシに設けるというアイディアが合わさったことにより、生まれたニューマシンのライジングトリガーを一文字博士に見せて、彼に見せてアイディアを引き出させるためにも一時帰国する。当初は1日だけ日本に帰国するという予定だったが、対戦した豪樹がブレイジングマックスの性能を引き出せるかどうかが気がかりで渡米の日時を伸ばした。しかし3日目になり、豪樹がブレイジングマックスの性能を引き出せるようになったのを見届けたところで、一文字博士から土屋博士からの国際電話でボルゾイがWGPレーサーに挑戦状を叩きつけたことを知らされたため、急遽彦左のヘリによってアメリカへと舞い戻った。最終回では星馬兄弟と共に帰国。リターンコースで決着を付けて走っている一文字兄弟を、昔の星馬兄弟のように見つめていた。
原作から15年後の世界を描いた『Return Racers!!』では二郎丸とともにトラックを運転している。
三国藤吉（みくに とうきち）
声 - 神代知衣
第1期にて星馬兄弟のライバルとして登場した三国コンツェルンの御曹司。語尾の「でげす」が口癖。テクニカルコーナリング重視のマシン制作が得意で、稲妻のような走りを見せるため「コーナーの軽業師」の異名を持つ。反面、高速ストレートではその本領を発揮しきれない部分もある。
初期は嫌味でお調子者、その上金と権力に物を言わせてわがまま放題、何でも自分が一番でないと気が済まず勝つためなら手段を選ばない、極めつけは自分以外の人間のミニ四駆を馬鹿にしたり壊すことも辞さないという憎まれ役の印象が強いキャラクターだったが、烈や豪と打ち解けた後は努力家としての側面も垣間見えるようになり、WGP編ではサポート役もしっかり務めるようになった。座右の銘は「お坊ちゃんにも五分の魂」。
ミニ四駆の研究や新パーツの開発にも余念は無く、しょっちゅう新パーツを開発してはマシンに搭載するも、ルール違反だったり、失敗作だったり、新パーツの搭載のし過ぎで重量が重くなって遅くなってしまったりすることが多い。だが、豪のマグナムやリョウのトライダガーをパワーアップさせることに成功したこともある。
部下に「藤吉スーパーシークレットサービススペシャル」という野菜の着ぐるみを着た3人組がおり、しばしば活躍する。名前はそれぞれピーマングリーン、ヴァイオレットナス、レッドキャロットでいずれもサングラスをかけている。ドアから3人同時に出ようとして挟まるというのがお決まり。トライダガーが盗まれる騒動があった時や沖田カイの居場所を探す際などに活躍した。
自分よりも遥かにワガママである妹のチイコが大の苦手。特に第1期24話では、スピンコブラのスーパーFMシャーシをチイコに横取りにされて、フラワーアックスを制作されてしまった（しかし、すぐにカイのビークスパイダーにフラワーアックスのボディは破壊され、スーパーFMシャーシは奪還）。
WGP編では地味な扱いが多く無理な改造やマシントラブルなど豪と並んでチームの足を引っ張ることが多かったがコーナリング主体のコースでは活躍。また、苦手な高速コースも「サンダードリフト」の改良型である「ライトニングドリフト」の完成によって克服した。お調子者なのはレースでも発揮されており、アストロレンジャーズとのGPクロス戦では、敵のマシンの後方に組み付きスリップストリームで引いてもらうのを利用してバッテリーの温存を行う「コバンザメ走法」を編み出し、他のチームの選手も何人かがそれを模倣していった。そして決勝戦の第2セクションでは、前日に足を火傷しながらも出場し、足をさらに痛めて悪質な走路妨害と見なされるのも覚悟の上で、冷静さを失ったハマーDが踏みつけようとした子供のミニ四駆を済んでの所で回収。休憩して応急処置をする中、「レースに勝つことよりも大事なことがある」という藤吉の人間的な成長を見た彦佐やシークレットサービスのメンバーたちを感涙させていた。
外見はサルに似ており、本人も自ら進んでしばしばサルの着ぐるみを着ている。ただし、赤の他人からサル呼ばわりされることにはさすがに不快感を示し、SFCゲーム『ミニ四駆レッツ&ゴー!! POWER WGP2』では、レ・ヴァンクールのメンバーに「サル」呼ばわりされて、憤慨している。また、子供の日の仮装レースでは犬の着ぐるみを着てレースに参加した（サルの着ぐるみはリョウに取られた）。
MAX編では事実上の出番は第2話のみで、第31話ではワンシーン、第44話ではリョウの回想シーンで登場。
原作から15年後の世界を描いた『Return Racers!!』では社長の座に就き肥満体へ成長し、金に物を言わせる意地汚い面が目立つようになった。また初恋の相手がジュンであったことも明かされ、彼女にストーカー紛いの行為を繰り返すアイドルオタクとなった。その反面、部下を思い遣り深夜まで残業し鼓舞するなど、社長としては成長した。
J（ジェイ）
声 - 渡辺久美子
元大神軍団のバトルレーサー。褐色の肌に金髪碧眼という特徴ある外見をしている。
大神博士の下でバトルマシンのレーサーとして育てられていたが、星馬兄弟との対決でレースの楽しみを知ったことにより、大神研究所を去り土屋博士の下に身を寄せる。大神研究所にいた頃は表情・感情が乏しく、土屋研究所に来た後もしばらくは内向的な性格だったが、次第に皆と打ち解け明るい表情を見せるようになった。普段は優しく温厚だが、時に厳しく鋭い意見を口にすることもある。また、レーサーとしての闘志も豪たち他のレーサーに決して劣るものではなく、自身やマシンを貶められてムキになって反論したこともあった。原作では話しかける際に敬語で話す（アニメでは大人のみ敬語）。
5歳の頃に父親を亡くした後、大神研究所に引き取られ、仲間であるはずのレーサーたちに父の形見である手作り玩具の車が壊されたことが原因でバトルレーサーに変貌した。アニメでは、Rという実姉も登場。
主に仲間のサポート役に回っているため、全適応型のバランスが取れたマシンの制作が得意。SGJCの成績はいま一つで、ビクトリーズのレーサー（二郎丸も含む）の中で唯一最終レースを完走していないが、その後のGJCウインターレース優勝の功績か、鉄心にTRFビクトリーズのメンバーに選ばれた。若年ながらパソコンを使いこなし、メカニックセンスはビクトリーズのメンバーの中で随一を誇る。
どのコースにも万能に対応できる実力者だがWGPではメンバーのサポート中心だったため、活躍の場面は他のメンバーと比べて少ない。アストロレンジャーズとのGPクロス戦では、バッテリーを消耗して遅くなったサイクロンマグナムの踏み台になって、アストロレンジャーズのマシンを飛び越えさせる貢献をしている。また、サバンナソルジャーズとの最終戦では、自身のマシンが最後の決定打になるというプレッシャーから、かつての恩人であるレイの誘いに乗ってしまい、レースを混乱に陥らせてしまったこともあった。
MAX編では藤吉同様に事実上の出番は第2話のみで、第44話ではリョウの回想シーンで登場。
PSゲーム『エターナルウィングス』では、大神の娘・マリナから父を裏切った男として、凄まじいまでの憎悪を向けられた。
原作から15年後の世界を描いた『Return Racers!!』では土屋研究所でミニ四駆研究者として勤務していたが、秋葉原で芸能界のスカウトに引き擦り込まれ、不本意ながらアイドル活動を行う羽目になっており、ミニ四駆研究者に戻る夢を心に秘めている。

### GJC参加レーサー
#TRFビクトリーズ（烈、豪、リョウ、藤吉、J）、#大神軍団（カイ、ゲン、レイ）も参照。
鷹羽二郎丸（たかば じろうまる）
声 - 大谷育江
リョウの弟。兄のことが大好きな甘えん坊で、リョウのことは「あんちゃん」と呼んでいる。しかし、少し自信過剰で生意気な所があり、とりわけ豪に対しては常に馬鹿にした発言ばかりしており、彼のことを「ウンコ野郎」と呼んでいる（鷹羽兄弟初登場である第1期3話にて豪が犬のウンコを踏んだため。ただしWGP編9話では「豪」と呼んでいる）。空気を読まない発言をすることも多く、クールカリビアンズのジャミンRGの悪口を言ってリョウに窘められたり、時にはビクトリーズ全員に睨まれてしまうことも。年齢が近い豪とよく子供らしい喧嘩をし、語尾に「だす」を付けるのが口癖のため、豪からは「だすだす野郎」と呼ばれている（「二郎丸」と呼ばれることもある）。烈のことは「マジメ野郎」、藤吉のことは「ゲスゲス野郎」、ロッソストラーダの面々に対しては「パスタ野郎」と呼ぶなど、相手に対して「○○野郎」という名称をつけて呼ぶことが多い。
当初は土屋博士にレーサーとして認めてもらいたい、リョウ以外の人間に負けたくないという承認欲求と負けず嫌いさから血気に逸って、リョウのトライダガーXを勝手に持ち出して、星馬兄弟に卑怯な作戦を使って勝とうとしたり、自分のマシンでの初レースにて使用する本番用のバッテリーを間違えて慣らし運転に使ってしまったため、豪が風邪をぶり返し背を向けて横になっていたのをいいことに、豪のバッテリーを自分の使用したバッテリーと勝手にすり替えたりするなど、姑息な手段を使うことも多々あったが、自分の先走った行動が原因で責任を取ろうとしたリョウが豪に誤解されて誹謗中傷を受けた時には自責の念から堪えられなくなり、事実を明かしそれ以降はそういった手段を取らなくなった。
SGJCにも参加したレーサーだが、WGP編では主にビクトリーズのマネージャー的存在でサポートを務めた。リョウが負傷した際、代理選手としてWGPに出場したこともある。レースでは対戦相手ジョーと互角に戦って豪たち国内トップレーサーに匹敵する走りを見せる。GJCオータムレースの優勝経験もあるが、これはレイスティンガーの槍が二郎丸スペシャルスペシャルから抜けなくなった偶然による出来事で、以降は神に愛されたマシンとしてファイターに解説される。WGP編で行われたスプリングレースでは、自分自身の実力で黒沢やまことと共に豪のマグロク2号を押さえ、入賞を果たした。
MAX編では2話、44話のリョウの回想シーンの一瞬で登場。帰国のシーンはなかった。2話では豪樹のことを「分解野郎」と呼んでいる（コースアウトした際にマックスブレイカーが分解したため）。
クールカリビアンズの面々からは、名前を「オマル」と間違われた。
使用マシンはセイバー600を自分用に改造した「二郎丸スペシャル」、原作ではトライダガーXをベースにした「トライダガー二郎丸スペシャル」。修復や改良を行う度に「スペシャル」が倍増していく（「二郎丸スペシャルスペシャル」など）。
黒沢太（くろさわ ふとし）
声 - 陶山章央
星馬兄弟の最初の頃のライバル。通称「ブラック黒沢」。「ブラックセイバー軍団」と称するチームを結成し、ノコギリの付いたローラーをセッティングするなどルール違反の危険な改造で他のマシンを傷つけて走行不能にしたり、マシンの不正登録などの卑怯な行為が目立っていた。父親の仕事の都合で一時期アメリカに渡り、バトルセッティングを強化していたが帰国後にカイと対峙し、その姿を見て自らの過ちに気づき改心。以降は対バトルマシン用のセッティングに切り替える。SGJCの際には、タイヤに切れ込みを入れるという工夫をするなど、手先の器用さと神経の細かさを見せた。
WGP編ではチームランニングができず内部分裂しかけたビクトリーズをまことと共に一喝、自分たちの代表として力を合わせて戦うよう促したことでチームワークの設計に陰ながら貢献した。
MAX編では、27話にて報道番組である『ミニ四駆ニュース』で、去年のGJCサマーレースの様子を実況している様子から、一瞬だけだがブラックセイバーと共に登場している。
レーサーとしての実力はかなりのものでSGJCではJを上回る4ポイント（Jは2ポイント）を獲得する。何度もマシンが壊れたり粉砕しながらも、ニューマシンを開発することなく最後まで「ブラックセイバー」1台を修復・強化し続けた。
こひろまこと
声 - くまいもとこ
眼鏡をかけた小柄な少年。性格は温和だが、結構な実力を持っている。名前の由来は、原作者こしたてつひろから。レースへは量産型のマシンを改造しての参加であるが、本人のレーサーとしての能力は確かであり、GJCウィンターレースとGJCスプリングレース（WGP時）の優勝者である。初期の名前は「アバンテまこと」たが、シリーズの途中で戸籍名が公開され、「こひろまこと」に変わった。
WGP編では内部分裂しかけていたビクトリーズを黒沢と共に説得し、チームを立ち直らせた。
MAX編では、27話にて報道番組である『ミニ四駆ニュース』で、去年のGJCサマーレースの様子を実況している様子から、一瞬だけだがセイロク2001DXと共に登場している。
佐上ジュン（さがみ ジュン）
声 - 西村ちなみ
星馬兄弟と幼馴染の女の子で、豪と同じクラスメイト。野球が好きで、野球チーム「ジュンちゃんず」のエース左腕ピッチャーを務める。アニメではジャイロボールを投げることができ、豪がマグナムトルネードを会得するきっかけとなる。最初はミニ四駆の素人だったが、星馬兄弟たちに感化され途中からレーサーとして参加。しかし次第に実力が追い付かなくなると解説・サポート役に転じた。SGJCと第1回WGPの決勝戦で豪たちを最後まで応援した。年上の烈のことは基本的に「烈兄ちゃん」と呼ぶが、レーサーとして応援する場合は豪共々呼び捨てにすることもある。
MAX編には登場しなかったが、TVシリーズ終了後のドラマCDで"忙しくレースに出られなかったこと"が理由であると判明している。
元々はアニメオリジナルキャラクターだったが、原作にもわずかに登場。原作では星馬兄弟より背が高く、ボールは右投げである。また、服装が白色になっている。名前の由来はレツゴー三匹のレツゴーじゅんから。
2代目のマシンである「ホームランマンタレイ」は他界した遊からもらった物で、後のドラマCDではZMC-γのボディとアトミックモーター・タイプV3を搭載した「ホームランマンタレイWGP」へとバージョンアップした。
読み切り版の原作では、「バスターソニック」誕生の立役者となる。烈はジュンの自転車のターン走行をヒントにソニックを改良し、フロントサスペンションを有効活用した新技「バスターフェニックスターン」を誕生させた。
『Return Racers!!』で中学生になっていた際は、星馬兄弟や年下のチイコに身長を抜かれた。チイコに対してはそのスタイルに嫉妬しているかのような描写もある。
三国チイコ（みくに チイコ）
声 - 矢島晶子
藤吉の妹で、三国コンツェルンの令嬢。大きな唇をしている。少々おっとりした性格で天然な所もあるが、同時に思い込みが激しく、空気の読めない性格でもある。藤吉カップレースの映像のきっかけで烈に好意を抱き、彼のことを「烈様」と呼んでいる。語尾は「ですわ」をつけているが、原作では標準語で話している。名称の頭に「愛の」という言葉をつけたがる（例：愛のミニ四レース）。藤吉以上にわがままな上、彼のことを全く信頼していない。特にカイのビークスパイダーの件では、藤吉がリベンジを果たすために三国コンツェルンの総力を挙げ、藤吉自身も頑張っていたにもかかわらず、藤吉が疲れて眠っているのをサボっていると勘違いして勝手にスピンコブラのFMシャーシを奪い、「フラワーアックス」を製作。カイのビークスパイダーに勝負に挑むも、ろくにミニ四駆の経験や知識の無いチイコがまともに扱えるはずも無く、ボディだけ破壊されてしまった。これ以降、ミニ四駆を始めることになった。
WGP編では国際的なレディになるべく父親の提案でスイスの学校に留学していたが、ゴールデンウィーク時に一時帰国。WGPに出場する女性レーサーたちの中で自らの恋のライバルとなるのは誰なのかを見極めるべく、「子供の日親善レース」を開催（が、結局ライバルとなる女性は現れずに終わる）。その後、WGPレーサーたちが日本で通っているインターナショナルスクールに転入、そのまま日本に残ることとなった。SGJCと第1回WGPの決勝戦で豪たちを最後まで応援したが、チイコ自身は烈を応援しているだけであった。
原作では強気かつ我が儘な性格。リョウが皆に手作りの食事を振る舞った際には、烈に「そんなもの食べてはいけません」と失礼な発言をしていた。
MAX編では登場せず。TVシリーズ終了後のドラマCDではニューマシン「フラワーバイパー」でレーサーとしての腕はかなり向上しているが、相変わらず烈へのアプローチは継続している。
『Return Racers!!』で中学生になっていた際は、特徴的であった大きな唇もなくなって、豪が猛烈にプロポーズをかけるほどの美少女に成長している。特に巨乳が強調されるシーンが目立つ。烈一辺倒は変わらないので、告白はすべて断っている。豪のことは異性としては目もくれていないが、仲間としては今でも大切に思っている。
使用マシンの「フラワーアックス」と「フラワーバイパー」は、すべて藤吉のマシンをベースにしたものである。
R（アール）
声 - 安藤ありさ
Jの姉で、Jからは「姉ちゃん」と呼ばれている。美人だが、一人称は俺と非常に男勝りな性格の持ち主で、自分より遥かに大柄であるゲンに対しても全く動じなかった。かつてJとともに大神研究所にいたが、世界一のレーサーになるために渡米。その途中で飛行機事故に遭い死亡したと思われていたが生きており、バトルレースの本場であるアメリカに辿り着いたRは、草レースから必死に這い上がって、最終的にはグレートUSAチャンピオンであるジム・アレキサンダー（後のARブーメランズのリーダー）をも倒し、日本に帰国。アメリカのチャンプとして大神博士の前に現れた。
GJCビッグチャレンジでは準優勝であるが、Jに情けをかけて本気を出さなかった。後に大神博士の下でSGJCへ参加することになったが、初日のレースではJのマシンを助ける形でブロッケンGにマシンを破壊される。Jの「勝つためだけではない走り」を見てどう感じたのかは明確にされていないが、2日目以降のレースは棄権。アメリカへと帰国していった。
WGP編・MAX編では登場せず。ドラマCDでは台詞はなかったものの、登場している。
使用マシンは「ドラゴンデルタ」。
ティモタ
声 - 東さおり
黒沢率いる6人の「ブラックセイバー軍団」の一人。バンダナと逆立てた髪が特徴。黒沢の出場したレースの多くをともに出場した。黒沢のことは「黒沢くん」と呼んで慕っている。
使用マシンは黒沢によって複製された汎用型である「ブラックセイバー」3号機、サマーレースでは4号機を用いた。
マサ
黒沢率いる6人の「ブラックセイバー軍団」の一人。サングラスをしているのが特徴。名前はGB『ミニ四駆GB Let's&Go!!』から。
ロクカワ
黒沢率いる6人の「ブラックセイバー軍団」の一人。青い帽子をかぶっているのが特徴。名前はGB『ミニ四駆GB Let's&Go!!』から。

### サポート役
土屋博士（つちやはかせ）
声 - 江原正士
ミニ四駆開発の第一人者でWGPでの日本チーム監督。温厚な性格で子供が楽しめるマシン開発を信条としている。豪、烈、黒沢、リョウ、藤吉の5人にフルカウルミニ四駆を与え、彼らがミニ四レーサーとして一歩進む大きな切っ掛けを作った。ビクトリーズの監督に就任後も子どもたちに自ら指示を出すことは少なく、リレー順やドリームチャンスレースの選手選抜に至るまで基本的に全てレーサー5人の自主性に任せている。
若い頃は航空機のパイロットで、後に岡田鉄心の下で大神博士と共にミニ四駆開発をしていた。スピードのみを求める大神博士と意見が対立し、現在でも関係は険悪だが大神博士の技術力は認めている。
MAX編においては、原作では海外へミニ四駆の修行へ旅立つTRFビクトリーズを見送り、日本に残留。以降、豪樹を様々な形でサポートしていく。アニメでは第2話でTRFビクトリーズのメンバー、二郎丸、鉄心と共に第2回WGPが開催されるアメリカへと旅立っており、以降は44話のリョウの回想シーンのみの登場。
『Return Racers』『翼 ネクストレーサーズ伝』でも現役でミニ四駆開発に携わっており改めてミニ四駆を再開した中学生の豪にセイバーのプロトタイプをプレゼントした。
タミヤでミニ四駆開発を行った実在の人物である土屋博嗣（つちやひろつぐ）がモデルとなっているキャラクターだが、登場人物としての土屋博士の本名は作中では明かされていない。「土屋博士」というキャラクターは、本作とほぼ同時期に学年誌にて連載されていた『ダッシュボーイ天』（徳田ザウルス作）にも登場。
モデルとなった土屋博嗣は、2012年7月19日に肺がんにより56歳で逝去した。
岡田鉄心（おかだ てっしん）
声 - 椎橋重
見た目はただの陶芸家の老人だが、土屋と大神の師でミニ四駆開発の伝説的人物。ただしかなりの変人で下品でスケベ。常に突拍子もない行動に出ては周囲の人間を振り回す。WGP編では国際ミニ四駆連盟（FIMA）名誉会長を勤めている。日本では「鉄心先生」、国際的には「ミスター・テッシン」と呼ばれている。
第一線から退いてからは、各国を周ったり新素材の研究をしていた。その研究結果がセラミックの強度とグラスファイバーの柔軟性を併せ持った新素材ZMCで、中国の大三元のもとで焼き物の修行していた際に、試作開発したフルカウルマシンの「シャイニングスコーピオン」を、世界初のZMCボディのマシンとして完成させることに成功した。後に「シャイニングスコーピオン」は、光蠍のエースであるホワァンに与えている。なお、アニメでは試作型と実験型の2台を作り、その試作型は闘士（後のファイター）に与えられた（その際、実験型はホワァンに与えている）。
SFCゲーム『POWER WGP2』では、鉄心自身の手で「シャイニングスコーピオン」のベース機である「シャイニングドラゴン」を製作し、ホワァン以外の光蠍メンバーたちに与えている。
普段は飄々としており事あるごとに烈や豪たちだけでなく、弟子の土屋や大神をからかって遊んでいる。第1期の終盤では大神研究所に居つくようになり、その間にレイやゲンなどにもアドバイスを送り、彼らのレーサーとしての姿勢にも少なからず影響を与えた。
WGP編ではアフリカ代表チームであるサバンナソルジャーズに推薦で、カイをコーチとして送り込んだ。また、ジャマイカ代表チームであるクールカリビアンズのピコにもGPチップを与え、彼が仲間と共にグランプリレーサーとしてデビューするよう後押しもしている。大三元との関わりからも、中国代表チームである光蠍の設立にも大きく関わっていたと言える。
MAX編では2話のみ登場。TRFビクトリーズのメンバー、二郎丸、土屋と共に第2回WGPが開催されるアメリカへと旅立つ。最終回で帰国のシーンはなかった。
『翼 ネクストレーサーズ伝』でも元気で存命、山奥で「ミニ四駆道場」を経営しており身につけている物がサングラスからVRゴーグルに変わっている。
ミニ四ファイター（ミニよんファイター） / 覆面ファイター（ふくめんファイター） / 杉山闘士（すぎやま たけし）
声 - 森久保祥太郎
ミニ四駆レースで実況兼司会を務める男性。熱い性格で少々子供っぽいところもある。しかし、第1期12話でたまみにマグナムセイバーを取り上げられた理由が、豪が国語の授業中にマグナムセイバーをいじっていたことによるものだと知ると、豪を叱るなど大人としての節度はある。また、レース中は終始一貫して公平かつ平等な立場でいようという姿勢を崩さず、勝負に関しては非常にフェア。レース中にたまみが動いているマグナムが怖くて触れないから代わりにやってくれと頼まれても、ミニ四駆の勝負となればたとえ相手が惚れた女性の頼みであって断固として断るなど、シビアな一面も見せただけでなく、バトルレースである大神カップにおいては土屋勢寄りの実況をした際に、主催者である大神博士から実況に難癖をつけられた時も堂々と反論した。
小学6年生の頃にSGJCに出場していたが、その決勝戦に敗退した。アニメではその後に悔しがっていた途中、鉄心から試作型のシャイニングスコーピオンを授かった。
MAX編では2話でビクトリーズのメンバー、二郎丸、土屋博士、鉄心と共に第2回WGPが開催されるアメリカへと旅立ったが、英語が喋れないという問題ですぐ日本に帰国し、正体がばれないように「覆面ファイター」として姿を現す。しかし、監督の加戸誉夫曰く「よく日本に戻ってた」、青春ドラマCD第2弾にて「ファイターは第2回WGPの時、時々いなくなっていたがレースが始まる頃にはいた」とも言われている。
原作では本名は公表されていない。また、定期的にデザインが変わっており全員同一人物かも不明。

### その他
星馬改造（せいば かいぞう）
声 - 宇垣秀成
星馬兄弟の父親。親子レースなどでは息子たちと一緒にレースに参加したりもする、良き父親である。ミニ四駆を始めたばかりの幼い頃の烈や豪がレースで勝てず諦めかけていた時にも優しく励まし、再び情熱を取り戻させ、結果的に2人をグランプリレーサーになるまでに成長させる基盤を作った陰の功労者。また、烈と豪が土屋博士からマグナムセイバーとソニックセイバーを貰うまで使用していた、市販のスーパーアスチュートJr.とマンタレイJr.は、改造が2人に絶対に諦めないことを条件に買ってあげたものである。趣味はガーデニングで、スイートピーやセントポーリアを栽培している。SGJCと第1回WGPの決勝戦で、星馬兄弟と仲間たちを最後まで応援した。
使用マシンはセイバー600を独自に改造した「セイロク・ゴッドファーザー」。経験量が足りないのが欠点だが、星馬兄弟の父親だけあって、堅実な走りを見せるマシンに仕上がっている。
星馬良江（せいば よしえ）
声 - 安達忍
星馬兄弟の母親。大らかな性格の肝っ玉母ちゃんで、ミニ四駆に夢中な烈と豪を優しく見守っている。SGJCと第1回WGPの決勝戦で、星馬兄弟と仲間たちを最後まで応援した。
佐上保（さがみ たもつ）
声 - 宇垣秀成
佐上模型店の店主で、ジュンの父親。烈・豪とは幼い頃からの知り合いで「おっちゃん」と呼ばれて親しまれている。烈たちがグレードアップパーツを買う時はいつも佐上模型店を利用している。世間にバトルレースが浸透してきても正統派レーサーたちのためにそれを頑なに拒み、またSGJCビッグチャレンジが急遽開催決定した際には苦言を呈するなど非常に常識人。
原作では豪にマグナムという名前の由来となった銃の構造を教え、それがマグナムトルネード誕生のヒントとなった。
原作から15年後を描いた『Return Racers!!』でも、相変わらず模型店は経営しているものの加齢のため白髪になっている。
愛車はWGP編までは高床タイプの輸入トラックに乗る描写が度々見られたが、ReturnRacersでは一般的な国産1BOXカーに乗っていた。
三国菊乃丞（みくに きくのじょう）
声 - 玄田哲章
三国兄妹の父親。一代で大企業「三国コンツェルン」を築き上げた大物。マサチューセッツ工科大学を首席で卒業しており、ブレットの先輩である。アメリカナイズされた面があり、藤吉が彼を「パパ」と呼ぶのはそのため。親としても厳格で押しが強く、お調子者の藤吉でも全く頭が上がらない。しかし責任感が強く、曲がったことが大嫌いで、不正行為をしている藤吉を何度も叱責している。
彦佐曰くチイコには甘い。しかしWGP編では、自分で決めたことを途中で投げ出そうとしたチイコの自分勝手なワガママを聞き入れない厳しさを見せてもある。藤吉がグランプリレーサーとして活躍していることは誇りに思っており、多忙な生活を送りながらも、時間があるときには藤吉のレースの観戦をしており、対オーディンズ戦や決勝戦を会場で応援している。
水沢彦佐（みずさわ ひこざ）
声 - 永野広一
藤吉専属の執事。藤吉の良き理解者でもあり、表裏からサポートし、時には厳しいながらも的確な助言をしたりする、口癖は「〜です、はい」。
MAX編では、一文字博士と土屋博士からの要請で日本に一時帰国し、豪樹のブレイジングマックスの開発協力に来たリョウを、アメリカで開催されている第2回WGPにボルゾイが挑戦状を叩きつけてきた緊急事態に、三国財閥のヘリで急行しリョウをアメリカへ送り届けた。ただし、顔や姿は映っていない。
原・J・マキ（はら・ジェイ・マキ）
声 - 勝生真沙子
チイコ専属のお手伝いさん。両目が前髪で完全に隠れている。
柳たまみ（やなぎ たまみ）
声 - 勝生真沙子
豪とジュンのクラスの担任。普段はお茶目だが、怒ると怖い。授業中にマシンを触っていた豪からマグナムセイバーを取り上げたことがきっかけでミニ四駆に興味を持つようになる。実際にミニ四駆をやってその魅力を感じようとするなど、好奇心が強い。また、第1期12話でスイッチをきちんと入れていなかったことが原因でレースに負けた時は豪からやり直すことを提案されても自分の失敗を受け止めて負けを認め、再戦を約束するなど教育者として模範的な人物である。烈のクラスの担任である国立先生は、大学時代の後輩に当たる。ネズミが大の苦手。ファイターに惚れられており、自身も脈のある反応を見せたことも。密かにファイターになることに憧れており、第1期12話ではファイター風の衣装に身を付けていたり、ファイターの座争奪のレースに参加したりした。WGP編7話では過労で倒れた土屋博士に代わり、TRFビクトリーズの臨時監督を務めていた。SGJCと第1回WGPの決勝戦で、豪たちを最後まで応援した。
MAX編では登場せず。TVシリーズ終了後のドラマCDで再登場したが、本編には登場していない。
使用マシンはセイバー600を独自に改造した「レディーセイバー26（レディーセイバー トウェンティシックス）」で26はたまみ自身の年齢を示している。しかし、レースをする際にどういうわけか男子トイレや男湯など、入りにくい場所に設置されたコースセクションに限ってコースアウトすることが多い。
山川森男（やまかわ もりお）
声 - 渡辺久美子
藤吉の別荘のある里に住んでいる少年。相手のマシンを破壊することを好んでいるわけではないが、サマーレースでのビークスパイダーの走りと強さに憧れている。そういった経緯から烈・豪・藤吉と一時は対立したが、川の氾濫騒動の後は友情を交わした。地元の人間だけあって、カブトムシ採集が上手い。
使用マシンは市販のセイバー600に鋭利なカバーパーツを取り付けた「セイロクサンダー」。ビークスパイダーの空気の刃を参考に作られている。またパーツの分だけ重量があるため、オフロードでも十分なグリップ力が発揮される。一方で強引な改造であるためにマシンバランスはあまりよくない。
山川澄夫（やまかわ すみお）
声 - 野村真弓
森男の弟。ビークスパイダーに憧れているものの、一方でレッツゴー兄弟のファンでもある。
使用マシンはセイバー600を改造した「ビークセイバー」。ビークスパイダーを参考にバトルマシンに改造されている。
岩田陽介、滝沢青二
声 - ゆきじ（岩田陽介）、くまいもとこ（滝沢青二）
山川兄弟の友人。
使用マシンはそれぞれセイバー600を改造した「バイオレンス600」「バスタースペシャルリミテッド」。ビークスパイダーを参考にバトルマシンに改造されている。
島次郎、島吉
声 - 寺下由紀子（島次郎）、菊地貴子（島吉）
チイコの別荘のある島に住んでいる少年。ミニ四レーサーだが、島に住む猿軍団にマシンを奪われていた。後に烈の活躍と藤吉の奇策でマシンは無事に奪還される。
火車遊（ひぐるま ゆう）
声 - 渡辺菜生子
5年前に風輪小学校に在籍していた少年。5年前のサマーレースに出場する予定だったが、下校時に交通事故に遭って他界している。レースができなかった心残りから今は幽霊となって学校に残っており、マシンは風輪小学校七不思議「廊下を走る幽霊ミニ四駆」として目撃されている。風輪小学校で烈、豪、ジュン、たまみ先生がレースをすることになった際、ジュンに乗り移って烈たちとレースを繰り広げた。一時は永遠に終わらないコースという異空間に烈たちを取り込むものの、レースの楽しさを思い出した後は空間から脱出してトップでゴール。その後は成仏したようでジュンを解放した。
使用マシンはレーサーミニ四駆であるマンタレイJr.。直線・コーナーともに優れた性能を発揮してVマシンと接戦を繰り広げた。風輪小学校でのレース後は、ホームランマンタレイとしてジュンの手に渡っている。
英介
声 - 結城比呂
風輪町で幅を利かせているレーサーグループ「バンデッツ」のリーダー格。小学校6年生。不良染みたスタイルで、顔には縫い目などのタトゥーを入れている。メンバーとともに挑戦してくるレーサーたちにバトルレースを仕掛け、勝利したらそのマシンを奪うという行為を繰り返していた。実力は高いようで、数多くのミニ四駆を蒐集している。一時は烈・豪のVマシンも奪い取るものの、セイバー600で再戦を挑まれた際には敗れた。潔い性格で、敗れたらマシンを返すという約束を文句なく果たしている。
仕様マシンはバトルマシンとして改造されているセイバー600。髑髏が描かれた旗を付けている。直接アタックして相手マシンをコースアウトさせる戦法を得意としている。
GJCでは、タトゥーのない素顔で豊治と共に観客席で出場メンバーを応援していた。
豊治
声 - 伊藤健太郎
バンデッツのサブリーダー格。小学校6年生。
使用マシンはバトルマシンとして改造されているセイバー600。他の仲間はブロッカーとして重量級改造を施したものを用いているが、自身は英介とともにアタックマシンを用いる。
正徳（まさのり）、稔（みのる）
声 - 豊島まさみ（正徳） 、寺下由紀子（稔）
風輪小学校に通っている少年ミニ四レーサー。豪やジュンの友達。
セシズカ
声 - 辻香織
風輪町に住んでいる少年ミニ四レーサー。バンデッツに敗れてマシンを奪われるが、烈と豪の活躍によって無事に返してもらえた。
仕様マシンはセイバー600。
松下健一（まつした けんいち）
声 - 石川寛美
風輪小学校の生徒。豪と隣のクラスに所属している。ロボット全国大会小学生の部で準優勝の成績を残した秀才。Jと一時的に仲違いした豪に空気砲の制作を依頼される。意気込んで制作するも失敗してしまうが、めげていない模様。自身はミニ四駆はやっていない。
南条隼人（なんじょう はやと）
声 - 折笠愛
大柄な体格のミニ四レーサー。少し離れたところにある小学校5年生。豪のオータムレースの走りに憧れて豪に弟子入りを申し込む。マシンセッティングには明るい。父（声 - 中村秀利）は柔道家で、自身も柔道を習っており才能もあるらしい。実際に柔道も嫌いではないようだが、ミニ四駆の方が好きと述懐している。父の厳しい態度に委縮しており、一時期はミニ四駆を諦めかけていたが、豪の説得で秋祭りレースで3は位入賞の好成績を残し、その当日に遠方へ引っ越して行った。
使用マシンはレーサーミニ四駆のアスチュートJr.だったが、父親に壊されてしまった。その後、豪にマグロクを譲られ「クロオビセイロク」となった。
シロント・ドシリュート・ドローン
声 - 菊池英博
地中海にある小国・モナカ公国の王子。留学中のチイコとは幼馴染で、三国コンツェルンとは深い関係にあるらしい。訪日の際、烈に会うために独断で飛行機を抜け出し佐上模型店近くに不時着し、ジュンと出会う。以後はジュン・豪の協力を得て、藤吉の派遣した部隊から逃げながらマシンを完成させる。最終的には三国ファイブスターランドでジュン・豪・烈とレースをし、その後帰国の途に就いた。ミニ四駆についての知識は皆無に等しく、ジュンからは終始「ド素人」と呼ばれていた。
使用マシンは佐上模型店で豪・ジュンと一緒に作ったセイバー600。車体に国のエンブレムが入っている。帰国の際にはジュンのホームランマンタレイと交換する。
国立ケンジ（くにたち ケンジ）
声 - 鈴木琢磨
風輪小学校に新しく赴任してきた教師で、烈のクラス担任。ファイターとは幼馴染でライバル関係。たまみとは大学時代の先輩にあたる。少年時代はファイターとともにミニ四駆少年だった。常に論理的な追及をするタイプで、烈とはセッティングの面で気が合ったようである。既婚者で2人の子供がいるが、自身含めて家族全員眼鏡をしている。
ファイター曰く性格が悪いらしく、ファイターとの口論中に、少年時代にファイターが負けた時の日時を正確に覚えていた。
校長
声 - 大友龍三郎
風輪小学校の校長。中年で恰幅のいい男性。悪人ではないが藤吉すらも引くレベルの姑息な性格で、本人曰く「勝つためなら何でもする」。国立先生からは「危ない人」と言われる始末である。三国コンツェルンと付き合いがあるらしい。事あるごとにオヤジギャグを言う。

### 大神軍団
原作漫画では、皆大神博士が理事長を勤める「大神学園」という学校の生徒。アニメでは彼らと大神博士の関係は、マシン開発者とそれを扱う子供という以上明かされていない。3人の姓は「沖田総司」「近藤勇」「土方歳三」、名は「戒厳令」に由来している。3人のほかにも数多くのレーサーがいるが、名前は不明である。また、かつてはJやRも大神の下にいた。
大神博士（おおがみはかせ）
声 - 大友龍三郎
土屋博士と双璧を成すミニ四駆研究の第一人者で、鉄心の弟子。マッド・サイエンティスト。当初は土屋博士と共に研究を行っていたが、マシンの速さのみを追求し、子供たちの成長には関心がなかったことから、土屋博士とは度々衝突した末に孤立。その後は大神研究所を設立するが、速さのみを追求する考えから、ライバルのマシンを破壊してでも勝利するバトルレース主義者へと変貌。基準値に満たないマシンは容赦なく溶岩（活火山）の中に捨てて、レーサーのことも道具としか思っていない。
自らのマシンが最強のマシンであることを証明すべく、プロトセイバーシリーズ、ビークスパイダー、ブロッケンG、レイスティンガーを開発していき、ミニ四駆界にバトルレースブームを起こしたことで、表舞台でも活動するようになる。SGJCで大神軍団が優勝することで大願成就するはずだったが失敗に終わり、バトルレースブームも終焉を見た。
原作では大神学園の理事長としても活動しており、カイ、ゲン、レイも学園の生徒という設定。星馬兄弟たちとの最終レースでは、人工知能で動く量産型スティンガーを投入し、敵味方問わず破壊しようとするが、一致団結したレーサーたちの前に敗北。以降は登場しなくなった。
MAX編では娘マリナの父という役割で、第34話から再登場。スキンヘッドではなく髪の毛を伸ばしている、ヘッドギアを装着していない、足を悪くして杖をついている、顔に皺が刻まれ老け込んでいるなど、第1期と比べて外見にかなりの変化が見られる。娘のマリナには、ボルゾイによってミニ四駆界を追放されたと思われていたが、実際はボルゾイで科学者としてニューマシンの設計に携わっていた。バトルレースを止めかけていたマリナをフェニックススティンガーで再びバトルレースに引き込むなど悪役ぶりは健在だったが、娘には優しい。豪樹からは「大ガニのおっちゃん」と呼ばれ、親子共々名前を間違えられる。バトルを封印したマリナの走りが、自分の想像を越えるスピードを生み出したことで、かつての純粋にスピードを追求していた頃の気持ちが再び芽生え、改心した。
SFCゲーム『POWER WGP2』では改心しておらず、エジプト代表のエンシェントフォースの監督として登場。ラーたち、エンシェントフォースのメンバーを催眠術によって操っていた。
『Return Racers!!』の『青春中学生編』では、息子の陽人（はると）も登場している。認知症となり人が変わったかのようにボケてしまい、以前のような悪党ぶりの面影が感じられないほど穏やかになっていた。
沖田カイ（おきた カイ）
声 - 今井由香
大神軍団3人組の1人。常に丁寧語で喋る。右手にはビークスパイダーをキャッチするためのグローブを装着している。
当初はレースよりも相手マシンの破壊にこだわり、特にGJCサマーレースでは、トップの順位にいたポジションからマシンを逆走させて、参加選手のマシンを味方のプロトセイバー戦隊もろとも徹底的に破壊。リョウのトライダガーXも真っ二つにし、豪のビクトリーマグナムのみを残した状態で優勝を手に入れた。その後はネオトライダガーZMCを手にしたリョウに敗北し、ビークスパイダーも助けられてからは、リョウとネオトライダガーにライバル心を抱くようになるが、敗北が元で大神博士からは半ば見限られ、ゲンとレイからも見下されるようになった。SGJCの決勝レースでは豪に「自分でマシンを作る楽しさを知らない」「大神のマシンをただ走らせるだけ」と指摘され、バトルレースに疑問を抱くようになる。その後バトルレースをやめ、リョウとスピード勝負を行うも再びバトルレースに引き込もうとするゲンと対立し、リョウのネオトライダガーを庇う形でゲンのブロッケンGを手に掛けてしまう。そして自身のビークスパイダーもブロッケンファングによる最後の抵抗で破壊され、かつての仲間同士で相討ちとなる。
原作ではリョウに助けられた借りを返すために、大神レースに途中参加。ゲンとレイに「自分たちは大神博士に利用されているだけ」であることを告げた。
WGP編ではSGJC後は完全に改心して大神博士の下を去り、正々堂々速さだけで勝利することを「完全なる勝利」と考えるようになって、バトルレースからも足を洗っていた。レーサー・監督が全員女性メンバーで構成されるアフリカチームのコーチとして登場。かつての仲間だったゲンからのスペインへの誘いにアフリカチーム一同が戸惑いを見せるなど、ジュリアナたちからはなかなか慕われている様子がうかがえる。またその時のビクトリーズ戦では病気になった（本当は仮病）ヴィッキーの代役でレーサーとして参加した。第51話（WGP編最終回）では、サバンナソルジャーズの故郷であるアフリカで、民族衣装を着ながら歓迎されている様子であった。
PSゲーム『エターナルウィングス』では、ジュリアナ編のエンディングのみ登場。当初はボルゾイ主催レースに参加するか迷っていたが、アメリカで開催される第2回WGPのために出場せず、代わりにジュリアナを主催レースに参加させた。
近藤ゲン（こんどう ゲン）
声 - 喜田あゆみ
大神軍団3人組の1人。並の大人以上の大柄な体だが、性格や言葉は子供っぽい。常にペロペロキャンディを胸に忍ばせ、事あるごとに舐めており、気に入らないことがあると噛み砕く癖がある。
バトルレースによって相手マシンを破壊することを楽しんでいたが、SGJCの第2セクションにおいて、1位になることに拘った末、ブロッケンファングのパーツを（軽量化のために）全て取り外し真っ当な走りで、藤吉のスピンコブラと黒沢のブラックセイバーとのデッドヒートの末に1位をもぎ取った。第3セクションでは大神博士がブロッケンファングの修理を施したことで再びバトルレースを行おうとし、改心したカイと衝突する。
原作ではレイと共に星馬兄弟たちとの大神レースを展開。最終的には大神に反逆した。
WGP編では改心してバトルレースから足を洗っていて、スペインに渡り、スペイン代表チーム「オリゾンテ」の一員となる。カイもオリゾンテのメンバーとして迎え入れようとしていたが、カイはサバンナソルジャーズのコーチを続けることにしたので叶わなかった。GBゲーム『オールスターバトルMAX』でも、バトルレーサーから足を洗ったゲンが登場している。
土方レイ（ひじかた レイ）
声 - 木藤聡子
大神軍団3人組の1人。長い黒髪が特徴の中性的な美少年だが、性格は残忍で唯我独尊的。3人の中ではリーダー格。Jが大神研究所にいた頃、崖から落下しそうになったJを助けたことがあり、その恩を利用してZMCの設計図を脅し取ろうとしたこともあったが、豪とゲンのレースの最中、水流に飲まれそうになったゲンをJが助けたのを見て、貸し借りをチャラとし、設計図の件は断念した。SGJCでの最終レースにおいて、バトルレースを捨ててレースを行うも、マシンがクラッシュしてしまった。原作では大神に操られたレイスティンガーを取り戻した後、カイとゲン、星馬兄弟たちと力を合わせて、大神のコピースティンガーに勝利した。
原作ではゲンと共に星馬兄弟たちとの大神レースを展開。大神にレイスティンガーを操られたことが元で、大神に反逆した。また、アニメ版での一人称は「俺」だが、原作での一人称は「私」（アニメでも稀に「私」が使われた）。
WGP編にて大神博士の下を離れた後も、「勝利こそが全て」という持論を持ち続けており、Jを再びバトルレースに引き込もうとした。
MAX編では、第49話のマリナの回想シーンで登場。当時大神研究所で暮らしていた幼少期のマリナとすれ違うシーンが描かれた。
PSゲーム『エターナルウィングス』ではバトルレーサーから足を洗い、大神研究所跡地でマリナと出会い、互いのスティンガーでレースをするエピソードがある。GBゲーム『オールスターバトルMAX』でも、バトルレーサーをやめたレイが登場し、アニメとは異なった道を歩む。SFCゲーム『POWER WGP2』では、仮面をつけた姿で「アーム」と名乗り、フランスの「レ・ヴァンクール」というチームに参加している。
使用マシンは「レイスティンガー」『WGP2』では「シュヴァリエ・ド・ローズ」
プロトセイバー戦隊
声 - 矢島晶子（レッド）、櫻井孝宏（ホワイト）、山崎依里奈（イエロー）
大神博士の下でバトルレーサーをしている5人の少年たち。いずれも揃いのタイツスーツに身を包んでいる。本名は設定されておらず、使用マシンのカラーリングが名称になっている。大神配下の中では大神に忠実であり、大神の指示通りに作戦を展開してレースを引っ掻き回すが、カイやゲンらには見下されている。リーダー格はレッド。
使用マシンは量産型プロトセイバー。性能はプロトセイバーJBが元となっており、ラジコン操作のほか空気砲も装備している。カラーリングはレッド（R)、グリーン（G)、ホワイト（W)、イエロー（Y）、ピンク（P）の五種。

## 第2期『爆走兄弟レッツ&ゴー!! WGP』

### NAアストロレンジャーズ
- アメリカ合衆国の代表。
- アルファベット表記は『NA ASTRO RANGERS』で、「NA（エヌエー）」とは「Nationalteam America（アメリカ代表チーム）」の意味。
- メンバーは全員NASA（米国航空宇宙局）の研修生で、ミニ四駆ワールドカップでの試合は本業ではなく、あくまで宇宙飛行士としての訓練の一環として行われている。
- 宇宙の人工衛星を利用し、そこのオペレータールームに搭載された人工知能との連携により、情報収集能力はWGPでもっとも優れている。

常にリーダーのブレットを中心に計算された緻密なレースを展開する。WGPレーサーの中でもエリート意識が強く、当初は技術力やチーム運営においてビクトリーズを見下していたが、レースを重ねるうちに良きライバルとなり、ミニ四駆を心から愛するようになる。劇中でのビクトリーズとの戦績は五分である。
使用マシンは「バックブレーダー」、英語表記は「Buck Blader」で、漫画版もアニメ版も公式の和訳は存在しない。一見すると、5台全てが同じ外観に見えるが、それぞれに実装された部品が異なり、多角的な調整により多彩な戦術を展開できる。
ブレット・アスティア
声 - 伊藤健太郎
- NAアストロレンジャーズのチームリーダー。
- 「クール」と「パーフェクト」が口癖。
- 日本では小学生にあたる年齢にして、マサチューセッツ工科大学に飛び級で入学し、首席で卒業後、NASAのプロジェクトに参加した天才。
- 『アトランティックカップ』での敗戦後、アイゼンヴォルフのシュミットをライバル視している。
- レース時以外でも常に赤いゴーグルを掛けており、劇中で外すことは一度も無かった。 ただし、第62話（『WGP』11話）や第100話（『WGP』49話）などで一瞬だけ目が見えるシーンがあり、ややきつい目つきをしていることがわかる。

言動や見た目、性格は、小学生とは思えないほど気障で大人びており、冷静な分析力と高い判断力を兼ね備えている。普段は完璧主義だが、想定外のトラブルが発生したり、追い詰められたりすると、直ぐに熱くなってしまうこともしばしばある。
また、表向きはクールを装っているが、その本音は非常に親切で、チームメンバーに対して寛大で包容力があり、うるさくても助言を惜しまない。多少詰めが甘いところもあるが、チームメンバーからは深い信頼を寄せられている。さらに、敗北を喫しても決して挫けることは無く、対戦チームに敬意を表し、自己の敗因を冷静に振り返ることで成長を遂げる。
アニメ版のMAX編では、リョウの回想シーンで台詞はないが、44話に一瞬だけ登場している。
『Return Racers!!』では妹のリディアが登場する。
エッジ・ブレイズ
声 - 伊崎寿克
- チームのNO.2。
- NASAでは宇宙航学を専門としており、物理学が得意科目である。
- 目立ちたがり屋で、お調子者。
- モットーは「女の子に優しく」。

NO.2だけあって、危機的状況でも冷静さを失わず、臨機応変に対応できる。多くの女性に愛される伊達男であり、プレイボーイとしても知られ、どこか憎めない一面を持っている。一方で、男性には非常に厳しく、豪や藤吉を挑発することもしばしば。
また、調子に乗りすぎて痛いしっぺ返しを受けることが多く、レース中には感情的になることもしばしばある。例えば、GPクロスでビクトリーズが勝利したことに納得せず、「ビギナーズラックで勝った」と馬鹿にし、勝負をいつでも受けると見栄を張った結果、豪に個人戦を挑まれる。しかし、軽い性格とパワーブースターに頼った迂闊さが災いし、敗北してしまう。
アニメ版のMAX編では、リョウの回想シーンで台詞はないが、44話に一瞬だけ登場している。
ジョセフィーヌ・グッドウィン
声 - 矢島晶子
- チームのNO.3で、紅一点。
- 愛称はジョー。
- 凛々しい容姿と、ポニーテールの長い金髪が特徴的。
- エリート層の軍人家庭に生まれ、家族全員が米軍に所属している。

アメリカ人から見れば普通の性格の少女だが、日本人男性には「勝気過ぎる」や「男勝り」といった、女性らしさに欠ける印象を与える事もあるかもしれない。一方、美味しい食べ物や可愛い商品を見る時や、子供の日の仮装レースで豪華絢爛な振り袖を着て喜ぶ時には、年頃の女の子らしい可愛さを見せる一面もあった。
ジェットスキーレースで事故を起こした際、リョウに助けられて以来、彼のことが気になっている。WGP編最終回のデニスと土屋の会話の中で、リョウの住所を知りたがっていることが明かされており、また、ドラマCDではリョウを堂々と「ボーイフレンド」と呼んでいる。
アニメ版のMAX編では、リョウの回想シーンで台詞はないが、44話に一瞬だけ登場している。
マイケル・ミラー
声 - 菊池英博
- メンバー内では最年少で、同い年の豪やニエミネンと同様に、負けん気が強く自信過剰な性格。
- やや皮肉屋でマセた性格のため、相手を挑発する言動が目立つが、予想外の事態に対する適応能力に欠けるため、しばしば何も出来ずに追い越されてしまう。

ハマーDと共に出場したファイナルステージ第2レースでは、4分のアドバンテージを持ちながら1位でスタートしたにも関わらず、最終的に4分のビハインドを追い、最下位に転落してしまった。ブレットからも、敵を甘く見すぎていることを注意されている。マシンの性能や優れたパーツに頼り切る傾向があり、ロッソストラーダとの初戦では、自分たちのマシンがサンシャインモーターを使っているのに対し、相手がアトミックモーターを使っていることを過小評価し、油断してジュリオにバトルでマシンを潰されてしまった。 また、子供の日の仮装レースでは金太郎の衣装を着てレースに参加した。
ハマー・デーヴィッド・グラント
声 - 鈴木琢磨
- 愛称はハマーD。
- チーム内では主にサポートとバックアップを担当している。
- エリート意識が強く、大柄な体格とは裏腹に、気が小さく、プレッシャーや不確定要素に弱い一面もある。

サポート役としては優秀で、ブレットも「データがあるときは優秀だ」とコメントしており、アイゼンヴォルフのベルクカイザーの左右非対称形状の理由をいち早く見抜いている。
データに依存し過ぎる傾向があり、想定外の事態に直面して追い込まれるとパニックに陥り、見物していた子供のマシンが目の前に落ちた際、踏み潰そうとするなど過激な行動に出てしまう。そのため、劇中では何度もチームメイトたちから落ち着くようにとたしなめられている。原作では、ブレットが無線機越しに大声で「落ち着け、ハマーD!!」と叱責し、アニメ62話および100話でも二度、落ち着くよう指示する場面がある。
このような経緯から、ニコニコ動画をはじめ、ハマーDのキャラクターとブレッドの「落ち着け、ハマーD!!」という台詞は作品を代表する存在となった。また、ニコニコ生放送で彼が活躍するエピソード5話がセレクトされて放送された。

### アイゼンヴォルフ
- ドイツ代表。
- チーム名はアルファベット表記で「EISEN WOLF」、ドイツ語で「鉄の狼」を意味する。
- ヨーロッパ選手権を制し、WGPとの二冠を狙う。
- モットーは「正々堂々勝利を掴む」。
- リーダーでありチームの象徴である「ミハエル」の圧倒的なカリスマ性の下、規律正しくまとまったチーム。

エーリッヒ以外の一軍メンバーが欧州選手権に出場していたため、WGPの初期には参加できず、その代わりに二軍のメンバーが出場していた。そのため苦戦を強いられたが、一軍が到着すると圧倒的な実力でドリームチャンスレースを制し、瞬く間に上位に躍り出た。また、強豪チームであるが、ビクトリーズとの相性は非常に悪かった。劇中でのビクトリーズとの対戦成績は、二軍が2試合戦い、いずれも敗北。一軍とも1試合行い、ミハエルが1位を獲得したものの、ポイント制のため後続のポイントでビクトリーズに敗れ、決勝ではミハエルが星馬兄弟に敗北している。一方、日本以外のチームに対しては、ほぼ全勝を収めている。
使用マシンは一軍も二軍もともに「ベルクマッセ」で、ドイツ語の「Bergmasse」に由来し、直訳すると「山の質量」や「山の塊」などのニュアンスになる。しかし、ドイツ語にはそのような呼び名は無く、架空の呼称である。
一軍が来日直後、全マシンを最新型の「ベルクカイザー」に切り替えた。ベルクカイザーはドイツ語の「Bergkaiser」に由来し、直訳すると「山の皇帝」「山の帝王」という意味になるが、これも架空の呼称である。また、青い部品が右側に装着される『R型』と、左側に装着される『L型』の2種類がある。エーリッヒがR型を、シュミットとアドルフがL型を、ヘスラーはレース環境に応じて両方の機種を使い分ける。ミハエルは設定上、既にどの種類をも使い熟せていたが、劇中ではR型のマシンしか使っていない。
MAX編では、アメリカで開催されている第2回WGPに乱入したボルゾイチームの攻撃でマシンは粉砕され、あっさり敗れ去った。
ミハエル・フリードリヒ・フォン・ヴァイツゼッカー
声 - 安達忍
- メンバー最年少ながら、ドイツ代表チームのリーダーを務める。
- ブロンドの長髪と、白い肌、緑の瞳を持ち、ゲルマン民族の少女を彷彿とさせる美少年。
- 天才レーサーとして名を馳せ、公式戦のみならず、これまで経験した全てのレースで無敗を誇る。
- その圧倒的な実力から、劇中の世界観における日本メディアでは「不敗神話」と謳われ、多数の雑誌の表紙を飾るほどの人気を誇るカリスマ的存在。

幼少期に身体が病弱で、実家のバイエルン州のお城で動物たちと遊ぶしかなかったが、ミニ四駆を始めたことでようやく病状を克服した。
健康を取り戻したあとは、常に温和な性格で落ち着いた表情をしているが、かなりの自信家であり、試合の事前議論や調査を一切行わなくても勝つ自信を持っている。自分のチームが負けた時には、素直に敗北を認め、メンバーが「運が良かっただけだ」と愚痴を言うのを注意しつつも、戦った相手へ感謝の気持ちを示す。一方、負けたチームメンバーには、何度も反省会を開くほど厳しくなる。
ビクトリーズとアストロレンジャーズの試合をビデオで観たとき、豪に注目するようになる。言動は時に、相手を舐めてかかっていると受け取られることもある。しかし、その実力は本物で、カルロの攻撃を巧みに躱し、攻撃内容を事前に予測することも出来る。実際に攻撃を受けても最小限のダメージで抑え、立ち直りながら「1人でダンスしてて、楽しい？」と煽り返す。  WGPファイナルステージの第2セクションでは、自分のマシンを「敵」と呼び、ミニ四駆に対する傲慢な態度をあらわにした。彼は「マシンを支配することがミニ四駆レースだ」と頑なに主張していたが、ソニックを「友達」と信じる烈との一騎打ちや、カルロの猛追に敗れ、初めての挫折を経験する。そして、不敗神話も終わりを迎えた。
自らの敗北を全く認めようとしなかったミハエルは、最終セクションでベルクカイザーにラフプレイを強要するが、それを止めようとする豪との関わりを経て、ようやく自分を取り戻し立ち直る。そして、以後は自分のマシンを「敵」ではなく「相棒」として認識するようになり、豪、ブレッドとともに優勝争いに全力を尽くす。WGPのエピローグでは、ベルクカイザーを大切に抱えている姿が描かれている。
原作では小柄な体格で、星馬兄弟と同じくらいの身長で、音でミニ四駆の動きを察知する特技がある。音が聞こえない場所でも、全身で動きを感じ取ることが出来る。また、強いレーサーとの勝負を求めており、興味が無いものには冷ややかな態度を取ることもある。アニメ版では「より強いイメージを持たせるため」という理由で原作よりも頭身が高く設定された。MAX編では、45話「勝者なきオータムレース」で、WGPに乱入したボルゾイチームによってマシンが破壊されるシーンで一瞬登場している。
シュミット・ファンデルハウゼン・フォン・シューマッハ
声 - 石田彰
- チームのNO.2。
- ミハエルがチームの誇りを象徴する存在である一方、シュミットは実質的なリーダーとして一軍の総指揮や参謀役を務める。
- リーダーの地位を奪う意思はまったく無く、ミハエルに対して強い忠誠を誓っている。
- プライドが高く、ミハエルと共に「ミニ四駆の貴公子」と呼ばれている。

自らが認めた相手には紳士的だが、認めていない者は仲間であろうとも侮蔑する事がよくある。卑怯な戦法を取っていたとはいえ、監督の指示を守り、チームのために全力を尽くしていたハインツたち二軍のメンバーを「不甲斐ない」と罵倒した事もある。このように、相手を遠回しに見下すような無礼な態度が非常に目立つが、彼はそれに見合った実力も持っている。
エーリッヒとは幼馴染で、アイゼンヴォルフに入る前からの付き合いがあり、「ツヴァイフリューゲル」もエーリッヒと共に考案した走法である。『アトランティックカップ』やドリームチャンスレースでは、アストロレンジャーズのブレットに二度も勝利している。また、米国のブレットとはライバルでありながら、良き友人でもあるようで、2人でレースについて歓談する場面もしばしば見られた。
クセの少ない容姿の美男子であり、またエーリッヒとの幼馴染という設定もあって、女性ファンの間で人気が高い。PSゲーム『WGPハイパーヒート』でのアンケートで女性票を集め、2位を獲得。その後、PSゲーム『エターナルウィングス』に1位のエーリッヒと共に出演したことが、同作に収録された2人の対話で言及されている。
エーリッヒ・クレーメンス・ルーデンドルフ
声 - 三木眞一郎
- 一軍のNO.3。
- 二軍のリーダーであり、一軍で唯一最初からWGPに参加してきた人物。
- 浅黒い肌と銀髪が特徴のイケメンで、鋭い洞察力を秘めている。
- チーム内の仲間であれば、誰に対しても責任感が強く、面倒を見てくれるため、ミハエルとシュミットの厳しさをうまくサポートでき、彼らとの相性が非常に良い。

ビクトリーズとの1戦目では、彼らを侮ることなく、烈の考えと実力を一瞬で見抜き、レーサーとしての熱い闘争心を燃やす。
2戦目では、正当にスタートし、烈とJのブロックで時間を取られていたにも関わらず、フライングした豪とリョウに僅差まで追い付き、その本来の実力を見せつけている。二軍メンバーへの気遣いやチーム全体のためにやむなく二軍監督のクラウスが命じた作戦には参加したものの、チームが半ばインチキをしたことには苦悩しており、「監督の命令なら何でも従うのか」とJに苦言を言われた際には、苦い顔を見せた。
一軍が日本に到着した後、徐々に無口で大人しくなり、ミハエルとシュミットの補佐に専念するようになった。ドリームチャンスレースでは、シュミットと連携し、ツヴァイフリューゲルによるワンツーフィニッシュで勝利を収めた。最終決戦では、ミハエルが初めて敗北を喫し、ショックから立ち直れなかった際、ビクトリーズを「レースプランを持たず、常に出たとこ勝負だが、いつも全力で走り、マシンもそれに応えようとする」と評し、その走りに羨ましさを感じている様子が見受けられる。
優れた容姿や性格・筋肉から、女性ファンの人気が非常に高く、PSゲーム『WGPハイパーヒート』でのアンケートで女性票を集めて堂々の1位を獲得。さらに、PSゲーム『エターナルウィングス』には2位のシュミットとともに出演し、その際、同作に収録された2人の対話でも言及されている。
アドルフ・ホルト
声 - 伊藤健太郎
- 青黒い短髪と鋭い目つきが特徴。
- 実力はあるが、他の3人に比べると目立った活躍は無く、地道にチームを支える。

レースにおいては、ヘスラーと連携をとることが多い。
アイゼンヴォルフのメンバー内ではリタイアの確率が高く、ロッソストラーダとの初戦ではジュリオのアディオダンツァによってリタイア。決勝戦の第2セクションでは、ヘスラーと共にクロスフォーメーションで烈のバスターソニックの走路妨害を行うも、烈の得意とする雨で路面の濡れたカーブのコーナリングで競り負け、コースアウトでリタイア。最終セクションでも、アストロレンジャーズのジョーやロッソストラーダのリオーネと共に、いつの間にかリタイアで終わっている。
カール・ヘスラー
声 - 吉野裕行
- もみあげを伸ばした大柄な少年で、どっしりとしており他メンバーより大人びた印象。

レースによってR型、L型の両機を使い分ける。実力はあるが、他の3人に比べると目立った活躍はなく、地道にチームを支える。レースにおいてはアドルフと連携をとることが多いが、堅実な走りでいく傾向があり、アドルフに比べてリタイアすることは全くなかった。
ハインツ（クレッセン）
- 二軍のメンバー。
- 自信過剰で、開幕戦でもそれが仇になってビクトリーズに自滅に近いリタイアで敗北。

2戦目では自分がフライングを行い、ビクトリーズの複数メンバーにもフライングを誘発させる作戦を実行に移し成功させるが、結局は力及ばず敗北。最後は他の二軍メンバーともども、ヨーロッパ選手権を終えて日本に到着した一軍と入れ替わる形でドイツへと帰っていった。二軍リーダーで一軍に合流したエーリッヒのことは尊敬しており、別れ際に、いつかは自身もエーリッヒのように嫌なことは嫌だとはっきり言えるレーサーになりたいと告げていた。
アニメではミニ四ファイターに「クレッセン」と呼ばれているが、後のゲームやファンブックなどでは「ハインツ」という名に変わり、現在ではこちらが正式名になっている。
オットー、マックス、ラインハルト
- 3人とも二軍メンバー。
- 一軍メンバーと違って、バトルレースに近いラフプレイも平然と行う。

二軍ながらもエリート意識は強く、開幕戦でもビクトリーズ、特に序盤に低調な走りをしていた烈を「恥ずかしい奴」と見下していたが、アトミックモーターの力を完全に使いこなした烈に攻撃をかわされた挙句に味方同士のクラッシュという自滅に近い形でリタイア。エーリッヒからも呆れられていた。
その後もまともな成果を挙げられないどころか、完走すらできずクラッシュによるリタイアで終わる結果が多く、結局は一軍と入れ替わりに帰国させられた。

### ロッソストラーダ
- イタリア代表。
- アルファベット表記は "Rosso Strada" で、イタリア語で「赤い道」を意味する。
- 二郎丸からは「パスタ野郎ども」と呼ばれていた。

初登場時には観客席の多くの女性をナンパしていた。
メンバーは全員、スラム街で育った経験を持ち、家族構成が不明。ミニ四駆に関わったことで浮浪児から現在の地位にまで昇り上がっているため、勝利に対して非常に貪欲な上、勝つためなら手段を選ばない。同じ境遇の集まりゆえに仲間意識はゼロではないものの、オーナーの意向もあって弱者は切り捨てる冷徹さも持つので、チームワークは全出場チームの中でも最悪である。
不正攻撃に関して、決定的な証拠が全く出なかったことから、外国チームのほとんどは真っ向から批判してこなかったが、ビクトリーズの豪だけは事ある毎に噛み付いてきたため、メンバーたちは一試合目以降、豪のことを「マグナム野郎」（原作では「チビ」）と呼んでいる。
3回目のビクトリーズ戦で、ルキノの失態により不正が発覚し、終盤に豪との一騎討ちで激昂したカルロが再びアディオダンツァを発動し、2か月間の出場停止処分を受ける。予選で3回ビクトリーズと対戦して、2勝している（5ヶ国選抜レースを含めると4戦2勝2敗）。
処分が明けるとともに決勝戦が開始されるが、ルキノはチームから外され、残る4人で決勝戦に臨むことになる。1戦目はカルロ以外の3人、2戦目はカルロ単独でレースに出場している。
使用マシンは「ディオスパーダ」。マシンに装備されたショックレゾネーターから発せられる衝撃波や、仕込みナイフで攻撃する「アディオダンツァ」を使ったバトルレースで相手チームを何度も敗退に追い込んでいる。また出場停止後の決勝戦で繰り出した新｢アディオダンツァ｣はディオスパーダ同士のクラッシュにしか見得ない動きのためゾーラは「今度のアディオダンツァはオフィシャルも止められないぜ」とし、ハマーDやファイターも「悪質な走路妨害」の証拠を掴めなかった。なおこのメカニズムに関しJはニュートンのゆりかごを例に出して衝撃波を突き抜けさせたと推測していたが、この際に犠牲となったジョーのバックブレーダーとディオスパーダは接触していない。
ただし、それを抜きにしても個々のレーサーの実力自体は高く、マシンの整備もピットボックスは使わずに手作業で行っている。
カルロ・セレーニ
声 - 結城比呂（現：優希比呂）
- ロッソストラーダのチームリーダー。
- 一般人の前では軟派な性格を装っているが、その本質は無口で無愛想、そして非常に攻撃的である。
- 感情に任せて暴走する傾向は少なく、レース中は冷静に状況判断を行い、狡猾な知略を駆使して相手マシンをバトルレースや走路妨害でクラッシュに追い込んでいる。
- バトルレース抜きでもその実力は高く、ミハエルやユーリのようにレーサーとしての実力の高さは少なからず認めている者もおり、ルキノ以外からのメンバーからも一定の信頼を得ている。

マシンメンテナンスは常日頃からこまめに行っており、バトルを仕掛けにくいコースでは事前に仕込みナイフを外した状態にセッティングするなど適応能力も高く、トップで独走するシーンもしばしば見受けられる。そのため自らのマシンとの絆が深く、後述する決勝戦第2セクションにおける大逆転への足掛けにもなっている。
離婚した両親に捨てられ、天涯孤独になった過酷な生い立ちが元で、チームメイトさえも信用せず（現にメンテナンスを怠ったゾーラの胸倉を掴んだり、SFCゲーム『POWER WGP2』でもひねくれた行いを改めようとしないルキノを窘めている）、自らのマシンにしか心を開かない荒れた人格となっていった。ただし、チームメイトが起こした失態に対しては責任を追及することはあまりなく、ルキノが公にしてしまった不正攻撃に対してもレースが終わるまで直接追及をしないなど、比較的大人びている。浮浪児であったトラウマから、裕福な環境で育った人間や甘ちゃんが大嫌い（中でも一番鼻につくのは、烈のような優等生タイプ）で、特にビクトリーズの豪とはよく対立した。雨に良い思い出がないらしく、雨や湿った空気も嫌っている。
相手マシンを壊すことを目的としているかのようなチームメイトたちと異なり、カルロはあくまで勝利のためにバトルレースを仕掛けており、勝利に関係なくバトルを仕掛けようとしたルキノを止めるシーンが複数回存在しており、ルキノの蛮行に業を煮やしたカルロが「てめぇは勝ちたいのか、それともただマシンを壊したいのか」と叱咤している。
決勝戦の第2セクションではカルロ一人だけの出場で、多くの急カーブをディオスパーダのリア・ステアリング機能を最大限に生かしたノンブレーキ走法で制覇するという荒業を見せ付けたが、無茶なドリフトを繰り返した結果、後輪をバーストさせてしまい、最下位に転落する。しかしピットイン後の後半戦、豪雨にまみれての最後尾からのスタートでトップグループの烈とミハエルはゴール目前に差し掛かっているという絶望的な状況下、子供の頃の自分の姿を錯覚したことで、二度と悲惨な生活を繰り返したくない思いと優勝による名誉と賞金のために立ち上がり、想像を絶する速さで1位を争っていた烈とミハエルを不正せずに抜きゴールするという、圧倒的な実力を示す。この時を機に、勝つために手段を選ばない考えと、不正無しに勝利を収めた喜びの矛盾に葛藤していくことになり、それによって最終セクションでは思わぬ失態を招き優勝を逃すが、「リタイアをやるのは三流」というプライドから、完走はしている。
このシーンがあった第100話は、WGPエピソードの中でもスタッフやファンからも評価が高く、『アニメディア』で1998年3月号のファン投票の「今月の名場面」1位に、『アニメージュ』でもスタッフの選ぶベストエピソード1位に選ばれている。DVD-BOXの公式サイトで行われた人気投票でも、「100話の『勝者の条件!』がカッコイイ」との意見が多く寄せられ、烈、豪に続いて3位にランクインした。これにより、カルロのフィギュア化が決定した。
原作では他メディアよりも相当に口が悪く、やや熱血漢気味な性格をしている。
SFCゲーム『POWER WGP2』ではバトルレースをやめており、ロッソストラーダ内部から反発を受けているが、逆に豪からは一レーサーとして信頼を受けるようになった。
PSゲーム『エターナルウィングス』においても同様にバトルレースは行わず、速さだけで相手を屈服させる実力を持つが、口の悪さは相変わらずである。
MAX編では、44話のリョウの回想シーンで台詞はないが、一瞬だけ登場している。
ルキノ・パルナーバ
声 - 上田祐司
- チームのNO.2。
- 元々はカルロたちの住む町の隣町で活動する不良少年グループのリーダーだった。
- 今の地位に不満を抱いており、隙あらばリーダーを虎視眈々と狙っている野心家でもある。

レースで1位を取ることよりも、相手マシンを破壊することに拘っている節もあるために、カルロとはレース中にも激しく対立している。嫌いなものは「金持ち」と「根性だけのヤツ」で、特にビクトリーズの藤吉を嫌い、ビクトリーズとのレースの度に攻撃対象としている。受けた恨みは必ず返そうとする執念深さも合わせ持ち、ミラーやジョーのマシンを潰されて逆上したエッジが自分のマシンにラフプレイを仕掛けてきた際には、その攻撃の回数分、アディオダンツァの衝撃波でエッジのマシンをズタズタにしている。
代表を賭けてカルロに敗れた身でありながら、カルロがアイゼンヴォルフのミハエルや豪のビートマグナムに完全敗北して以降、次第に増長して、露骨に嫌味を言ったりして反抗心を剥き出しにし始める。だが3度目のビクトリーズとのレースにて、手柄を焦るあまりオフィシャルに言い訳しようの無いミスをしてしまい、チームの不正を白日の下に晒してしまう。その結果、出場停止の原因を作るという最悪の失態を犯す。
出場停止を言い渡された後も、自分の失態を棚に上げて出場停止の決定打を放ったカルロを非難したことで、激昂したカルロに殴られる。
その後はメンバーを裏切り、出場停止中に新たに選抜された「新ロッソストラーダ」のリーダーとして、黒いディオスパーダで元チームメイトたちの前に立ち塞がるが、結局返り討ちに遭ってしまい、オーナーによってチームから追放された。WGP最終回のラストシーンでユニフォーム姿でオーナーと思しき人物と対峙しており、SFCゲーム『POWER WGP2』では、チームに戻して貰えるようオーナーに懇願したらしく、再びメンバーとして出演した。ゾーラの発言によれば、彼がレギュラーに戻るのは大変だったとのこと。ジュリオを女装させ豪を公園に呼び出してからかうなどひねくれた行いは改まらず、リオーネの発言によれば前大会でオーナーからの信頼を失い、その鬱積を立役者である豪にぶつけようとした。カルロに「それだから一人前になれない」と窘められた。
ジュリオ・ディ・アンジェロ
声 - 吉野裕行
- 性別は男。女の子のような外見と口調のいわゆる「オカマキャラ」で、「チャオ♥」が口癖。
- 孤独な幼少期にカルロに助けられたのが縁で彼と長い付き合いをしており、メンバー中カルロとの親密度が一番高い。
- 結構頭の血が上りやすく、追い込まれてしまうとヒステリックな言動になることが多い。

リョウに対して「好み」と言い放ち、彼を困惑させている。反対に、アストロレンジャーズのエッジやミラーのように、うるさいお調子者は嫌っているようで、彼らが挑発してきた際には容赦なくマシンを潰している。
見かけによらず、メンテナンスの腕はカルロと同等の一流レベルで、またカルロほどではないが、状況を瞬時に判断する力も長けている。ビクトリーズとの1回目の試合では、リア・ステアリング機能を生かしてマシンを蛇行させることで、タイヤを加熱させグリップ力を高めるテクニックを披露。先行していたリョウのネオトライダガーを一気に追い抜き、わずかなタイミングを突いてアディオダンツァを仕掛けているが、ビクトリーズのマシンの空力がデリケートすぎた結果、最終的には失敗している。決勝戦の第2セクションゴール間近で、烈に対してアディオダンツァを仕掛け、雨によるスリップ事故としてバスターソニックをやった後にミハエルのベルクカイザーにも攻撃するようカルロに指示するも、速さをもってトップでゴールしようと熱くなっているカルロは初めてジュリオの指示を拒否した。
MAX編では、44話のリョウの回想シーンで一瞬ではあるが登場している。
SFCゲーム『POWER WGP2』では、ルキノの指示によって、女装して豪をおびき出した。また、女嫌いでもあることがわかる。
リオーネ・マッツィーニ
声 - 櫻井孝宏
- 肩まで伸ばした黒髪が特徴の、軟派でナルシストな男。
- 人を食ったような性格をしており、わざと他人の神経を逆撫でさせる皮肉屋な言動が多く、SFCゲーム『POWER WGP2』でもルキノたちと豪をからかうという行動に出ている。
- かなりの女好きで、可愛い女子レーサーが出場するレースにしかやる気を出さないが、レーサーとしては侮れない実力の持ち主。

また、チームの中では一番身嗜みに気を使っているため、プライベートではかなりオシャレなファッションをしていることが多い。
ただし、ロッソストラーダのメンバーなだけあって大人しい性格とは言い切れず、特に自身のマシンに傷をつけた相手にはたとえ相手が女子であろうとも、容赦せず攻撃したり、感情を爆発させたりするなど、気性の荒い面も持っている。アストロレンジャーズとのレース中では、ジョーにちょっかいを出すが、無碍にされてマシンに傷がついたことに逆上、「ポルチョリーノ（子豚）」と罵りマシンを破壊した。
ロッソストラーダのメンバーでは、何かとリタイアしてしまう確率が高く、ビクトリーズとの2回目の試合では味方であるゾーラのアディオダンツァに巻き込まれてリタイア。また、アストロレンジャーズと再戦した際には、アディオダンツァ対抗策を搭載したバックブレーダーに攻撃を反射され、コースアウトでリタイアした上に「あんたにレーサーは向かないわ。豚でもナンパしてれば？」と、再び攻撃対象にしていたジョーに言われてしまった。決勝レースでも、第1セクションではアディオダンツァの妨害をしたリョウのネオトライダガーによって、ゾーラのマシンとクラッシュでリタイアしており、最終セクションでも、ジョーやアドルフと同様、いつの間にかリタイアという形で終わっている。
マウリーツィオ・ゾーラ
声 - 柴本浩行
- 凶悪面の大男。
- 性格も粗暴で味方であるリオーネを巻き添えにして、アディオダンツァによる攻撃を行い、それを咎められても「躱せないほうが悪い」と言っている。
- カルロにだけは頭が上がらず、メンテナンスを怠ったことを咎められたこともある。  そういったこともあり、カルロを蹴落とそうとしているルキノを攻撃的過ぎて後先を考えないことも含め、あまり快く思っていないようでカルロが負けることを期待しているチームの行く末を無視した彼の考えに反発を示したこともある。

原作では上記のメンテナンス怠慢が原因で対ビクトリーズ戦を外され、同レース中にアイゼンヴォルフのミハエルとの野試合を行ったが、あっけなく敗北する。

### ССРシルバーフォックス
- ロシア代表。
- アルファベット表記は "ССР SILVER FOX"。
- 「ССР」は英語ではなく、スラブ民族のキリル文字であり、「エスエスアール」と読み、「Soviet Socialist Racing」を意味する。
- メンバーは「FOXリーダー」「FOX1」などと、コードネームで呼び合う。

WGPに参加したチームでも、最もチームワークを売りとしたチームであるが、逆に個々の実力に関しては大きな差があり、リーダーのユーリを除く4人は、実力者とは言えない。普段から、リーダーのユーリは仲間たちのマシンセッティングのフォローまでしており、自分の実力を発揮し切れていない部分もある。
その高いチームワークでビクトリーズを2戦連続で破っているが、これらはあくまでもチームワークの差が大きく広がっていたための勝利であるために、徐々にチームワークも取れるようになったビクトリーズとの3回目の対決では、相手の個々の実力の高さや新型モーターの力の前に圧倒的な差が生じてしまい、周回遅れの完全敗北を喫してしまう。そして、4位決定戦ではビクトリーズと光蠍の2チームとの決勝を賭けたプレーオフも土壇場でビクトリーズのフリーフォーメーションの前に敗れた。
最終的な総合順位は光蠍と共に5位となった。
MAX編では、アメリカで開催されている第2回WGPに乱入したボルゾイチームの攻撃でマシンは粉砕され、あっさり敗れ去った。
使用マシンは「オメガ」。
ユーリ・オリシェフスカヤ
声 - 今井由香
- ССРシルバーフォックスのチームリーダーで、コードネームはFOXリーダー。
- 監督も兼任しており、リーダーシップの高さはWGPチームの中でも最高クラスである。
- チームメイトからの信頼が厚い優秀なレーサーで、粘り強い努力家。

模型好きである父親の影響で、見様見真似でミニ四駆を始めたが、天性の器用さと真面目さにより、ロシアのトップにまで上り詰めた。ただし、WGPの開会式には出席しておらず、リーダーたちの並ぶ先頭にいたのはFOX1ことセルゲイだった。
当初は仲間のフォローに徹することが多く、その本来の実力を出し切れない部分が目立っていたが、リョウからの挑発と、さらに仲間たちに促されたことで本来の実力を披露。ロシアのトップに恥じないテクニックを見せ付け、リョウと壮絶なマッチレースを繰り広げ勝利する。その後リョウとは互いを認め合う良きライバルの関係になった。
MAX編では、45話「勝者なきオータムレース」の第2回WGPに乱入したボルゾイチームにマシンが破壊されるシーンにて一瞬だけ登場している。
FOX1（フォックスワン）
声 - 山崎依里奈
本名は「セルゲイ・ミハイロビッチ・マレンコフ」。
髪形はオールバックで、ゴーグルをつけているのが特徴。レーサーとしての技術が、ユーリに追いつかないことを気にしているが、チームワークでカバーする。4位決定戦では、チームワークがバラバラな状態で自分たちの所まで追い上げてきたビクトリーズの力に、納得がいかない様子を見せていた。
FOX2（フォックスツー）
声 - 西村ちなみ
本名は「アレクセイ・デミトリビッチ・ファディエ」。
メンバーの中では小柄で、帽子を被っているのが特徴。かなりやんちゃな性格だが、ユーリのいうことには従っている。2回目のビクトリーズとの試合で、ユーリの提案した作戦の要として活躍し、自らのマシンを犠牲にしながらも、仲間たちが最善のセッティングでコースを走れるよう奮闘した。
FOX3（フォックススリー）
声 - 東久仁彦→川島得愛
本名は「ウラジミール・イワノビッチ・コーチン」。
パーマの掛かった赤毛が特徴の大男。セッティングやメンテナンスなど、チーム内ではメカニック専門だが、レーサーとしては冷静な走りを得意とする。2回目のビクトリーズとの試合で、ユーリの突破口を開くべく、真っ先に自分のマシンを犠牲にした。
FOX4（フォックスフォー）
声 - 酒井哲也
本名は「アントン・ワジレビッチ・ロジコフ」。
どっしりとした印象のある銀髪の大男で、髪形はオールバック。力づくで押し切るレース展開を得意とするが、作戦無視や個人プレイに走ったりはしない。

### 小四駆走行団光蠍
- 中国代表。
- 漢文を使うため、アルファベット表記は一切無し。
- チーム名は「しょうよんくそうこうだん・ごんき」と読む。光蠍とは「シャイニングスコーピオン」の漢字訳。

シルバーフォックス、ビクトリーズと共に最後までファイナルレースの切符を争った。ホワァン以外のメンバー名（通称）は、大三元監督も含め、麻雀用語に由来。劇中では対ビクトリーズ戦を予選・プレーオフ含め3戦全敗しており、ビクトリーズとの相性は悪いようである。
最終的な総合順位はシルバーフォックスと共に5位となった。
マシンはエースのホワァンが「シャイニングスコーピオン」を使用する。残りの4人は「空龍（クーロン）」を、SFCゲーム『POWER WGP2』では「シャイニングスコーピオン」のベースにした「シャイニングドラゴン」を使用する。なお、原作ではホワァンと同じ「シャイニングスコーピオン」を使用。
シェン・ホワァン（沈華王）
声 - 陶山章央
- 焼き物作りの達人で、チーム監督でもある大三元の孫。

人里離れた山の中で育ったために幼少期から人間の友達がおらず、大三元が鉄心からもらった幻のマシン「シャイニングスコーピオン」（アニメでは実験型）を授けられ、大切な「友達」として共に過ごしてきた。しかしミニ四駆レースの経験はおろか、存在自体については全く知らず、マシンを傷付けるのを恐れてレースを拒否していた（原作ではそもそも走ることすら知らなかった）。初レースは大荒れだったが秘めた実力を持っており、以降のレースでは不戦敗などで下位であった光蠍が4位決定戦にまで勝ち残る成果を挙げ、他のチームメンバーにとっても頼りになるエースに成長した。
小太りな体型に似合わず動きは俊敏で、車に轢かれる寸前の子供を救ったことがあり、偶然それを目撃した豪を驚かせた。
口癖の語尾は、アニメでは「あるよ」、原作では「です」。原作での初登場はゲーム『ミニ四駆シャイニングスコーピオン レッツ&ゴー!!』攻略本収録の読切で、アニメ初登場回の65話もそのストーリーを反映させたものとなっている。
トン・ウェン・リー（董文李）
声 - 渡辺菜生子
- 光蠍の本当のリーダー。

基本的に仲間思いで温厚な性格の持ち主だが、レースには真面目な姿勢で挑むために、普段の様子からは考えられない厳しさも併せ持ち、ホワァンが初レースでシャイニングスコーピオンを走らせることを拒否した際には、強引にマシンを発進させている。
ナン・シメイ（南司梅）
声 - 小田木美恵
チーム内で最も小柄な少年。年少に見えるが、実はホワァンよりも年上である。
サイ・ブンキ（蔡文姫）
声 - 豊島まさみ
- 愛称は、ポン。
- リーチの双子の姉で、光蠍の紅一点。

リーチとは背格好や声も同じで、中国雑技団並の身体能力を持っているが、性格はかなりのお転婆であり、一人称が「ボク」であったり、壁の上をローラーで走る芸当を見せて対戦相手の藤吉を驚かせた。ユニフォームを着ている時には弟と見分けがつかないが、私服はチャイナドレスにお団子頭と、女の子らしいものになっている。
WGPの女子レーサーでは、唯一の小学6年。
サイ・ブンエン（蔡文遠）
声 - 豊島まさみ
- 愛称はリーチ。
- 性別は男。ポンの双子の弟。

ユニフォームを着ている時は、姉と見分けがつかない。れっきとした男の子であるが、ポンに比べて性格は大人しく、容姿は女の子にも見える。そのため、チイコには烈を巡る恋のライバルと勘違いされてしまった。終盤の私服姿も中性的で、劇中でもリーチが男であると明言されたことが無く、公式設定などで初めてポンとリーチが異性の双子であることが明かされていた。

### ARブーメランズ
- オーストラリア代表。

- 最終的な総合順位は9位となった。
- アルファベット表記は "AR BOOMERANGS" で、AR（エーアール）はオーストラリア(Australia)の意味。
- オーストラリア大陸と四国の形が似ているという理由から、全員四国方言風の口調となっている（チームメンバーの多くが、「ぜよ」「きに」と、土佐弁風の語尾で喋り、シナモンは「ぞなもし」と松山弁(→伊予弁)を使用する）。
- GB『オールスターバトルMAX』ではジムのみ標準語を喋っている。

ビクトリーズとは2戦し、両方ともビクトリーズを苦しめたが敗退した。
他のチームと比べると、クールカリビアンズに続いて敗戦が続いており、ARブーメランズ、アストロレンジャーズ、アイゼンヴォルフの3チームの技術スタッフによる共同研究で生み出されたシャイン・モーターの発展型「サンシャインモーター」で巻き返しを図り、ビクトリーズとの2度目の試合で実戦投入が行われたが、それでも上位チームとの試合では不利な状況が続いていた。
使用マシンはソーラーカー（ただし通常のバッテリーも搭載）の「ネイティブサン」。ビクトリーズ戦（第7話、オフロードでのリレーレース）ではマシン交代を必要としなかった一方で太陽電池部の汚損（＝出力低下）にはデリケート（汚損対策のワイパーも装備するが、使用頻度からバッテリー消耗が激しく終盤で使えなくなった）というソーラーカーの一長一短な点が垣間見える。
ジム・アレキサンダー
声 - 宮崎一成
- ARブーメランズのチームリーダー。

同級生のシナモンにミニ四駆で挑まれ負けたのをきっかけに、ミニ四駆の世界にのめり込む。
第1期でRに敗れたグレートUSAカップの優勝者は同じ名前「ジム・アレキサンダー」であり、XEBECのホームページのARブーメランズについての説明に「リーダーのジムは、名前だけ第1シリーズに既に登場している」と書かれていることから、同一人物である。
アマダの「シール烈伝」でのみ、フルネームをジェームズ・アンダーソン・Jr.と表記されている。
シナモン・ルーサー
声 - 小谷朋子
- チームの紅一点。

ジムの同級生で、彼にミニ四駆で勝負を挑み大敗させたことで、ミニ四駆にのめり込むきっかけを作った。
ジャレコのスタッフに気に入られ、PSゲーム『エターナルウィングス』では看板の絵として特別出演した。ドラマCDではジャケット表に自身が写っているが、ドラマ本編では名前のみ登場。
ギルバート・バーニー
声 - 喜田あゆみ
チーム内では、No.2の実力者であり、ビクトリーズとの2戦目で主力として活躍。ピットボックス操作の担当も行っている。
ウィリアム・アルヴァレズ
声 - 中原茂
愛称は、ウィリー。
チーム内ではメカニックを担当し、ネイティブサンの太陽電池用ワイパーの仕掛けを発明したのも彼である。バイザーが特徴。
アルベール・ローラン
声 - 永野広一
チーム内では主に相手チームマシンの分析を始めとするバックアップを担当。バイザーと独特の髪型が特徴。

### オーディンズ
- 北欧代表。
- アルファベット表記は "ODINS" で、オーディンは北欧神話の神々の王の名である。
- 北欧全体を代表するが、メンバー全員ノルウェー出身。

ビクトリーズのそっくりさんとして企画されたアニメオリジナルのチーム。ビクトリーズのそっくりさんチームとして設定されているためにメンバーの性格は個性的で、マシンのセッティングも特徴がある。実力や連携は他チームに劣らず、頭脳戦を得意としているが、主に問題児であるニエミネンの独走行為による立て続けのリタイアが原因で連敗しており、戦績の悪さまでビクトリーズとそっくりである。実はWGP劇中の公式試合上で最も多くビクトリーズと対戦しているチームでもある。そのビクトリーズには3連敗したあとに新開発の「トランスギヤシステム」でようやく初勝利を収めた。
最終的な総合順位は7位となった。
使用マシンは「ホワイトナイト」。基本カラーリングは白地に赤だが、ニエミネンのみ白地に青のカラーリングとなっている。
ニエミネン・スノオトローサ
声 - 芝原チヤコ
- 「豪のそっくりさん」という設定で、メンバー内では最年少。
- 自称「オーディンズの秘密兵器で、ヨーロッパ最速の男」。

「ぶっちぎり」こそがミニ四駆の全てだと信じる者同士、豪とは初対面で意気投合し、仲の良い友人となった。子供らしい元気いっぱいな性格だが、それが災いして独走行為に走る傾向が強く、チームの足を引っ張ることが多い。しかしグランプリレーサーだけあってその腕は優秀で、自らが中心となる作戦では大きく活躍している。
立て続けの独走行為による失敗が原因で、バタネンから一度クビを宣告された際、ワルデガルドたちの手助けによって危機を免れ、チーム走行の大切さを学んだように見えたが、その後のレースでは結局スタンドプレーによって豪と共にリタイアしており、あまり懲りた様子はない。後のサバンナソルジャーズ戦でも同じく独走行為に走っており、ファイターにまで「オーディンズの問題児」と評されてしまっている。
PSゲーム『エターナルウィングス』では、ワルデガルドが受けていたボルゾイ主催レースの招待状を勝手に持って参加した。決勝レースに臨む際も、ボルゾイはニエミネンをワルデガルド本人と思いこんだまま話が進められている。かっとびぶっちぎりにこだわるという点で豪樹とも気が合っており、純粋にぶっちぎりを楽しんでくれる豪樹の姿にニエミネンもとても感動していた。一方で、ニエミネンに敗れたほかの面々は「あんな引き立て役に」「こんなザコに」「意外なヤツに負けた」など酷評が相次ぎ、藤吉からは豪に負けたような気がして腹が立つとコメントしている。
使用するホワイトナイトは他のメンバーとは色が違い、青を基準としたカラーリングである。
ワルデガルド・ダーラナ
声 - 櫻井孝宏
- オーディンズのチームリーダー。
- 「烈のそっくりさん」という設定だけあって、面倒見がよく気配りも上手である。
- リーダーとしての統率力は優秀だが、直情的で言うことを聞かないニエミネンに手を焼いている苦労人。

仲間思いの爽やかな性格で、ニエミネンがクビにされかかった際には率先して手助けした。レーサーとしての能力も優秀で、ドリームチャンスレースではニエミネンと共に代表となり、4度目のビクトリーズ戦でも、烈のハリケーンソニックやリョウのネオトライダガーと対等に渡り合う実力を見せた。
PSゲーム『エターナルウィングス』のストーリー上では、他のチームのエース同様にボルゾイ主催レースの招待を受けていたが、ニエミネンが勝手に招待状を持って参加してしまったため、出演できなかった。
ジャネット・ストゥルソン
声 - 渡辺久美子
- 「藤吉のそっくりさん」という設定で、常に西洋風の扇子を携帯している美少女。
- 似た者同士の性格のために、藤吉は彼女のことが苦手なようである。
- 少しキツめで高飛車な「女王様」的性格。

年齢のわりに大人びた容姿をしているが、頭に血が上りやすい性質で、追い込まれたりすると感情を爆発させることが多い。考え無しな故に暴走しがちな上に余計なことまでよく喋るニエミネンに対し、しょっちゅう釘を刺したり扇子ではたき飛ばしつつも、なにかと世話を焼いている。2度目のビクトリーズとの対戦では、ニエミネンと共に作戦の要として活躍。高速重視セッティングのレーサーとしての優秀さを見せた。
マルガレータ・イーレ
声 - 大谷育江
- 「Jのそっくりさん」という設定。
- おさげ髪がトレードマークの美少女。

同じ女性チームメンバーであるジャネットとは親友の間柄で、公私共において行動を共にしていることが多い。若干負けず嫌いなジャネットとは対照的におっとりとした性格で、普段は優しくて面倒見の良いお姉さんといった感じである。手先が器用で、セッティングも完璧にこなす。レース中では、ヨハンソンと共にサポートに回ることが多い。
ヴィルヘルム・ヨハンソン
声 - 森久保祥太郎
- 「リョウのそっくりさん」という設定の、寡黙な大男。  温厚で頼れる兄貴分で、縁の下の力持ち的なタイプ。レース中は主にバックアップに回ることが多いが、グランプリレーサーだけあって実力はある。レース中では、マルガレータと共にサポートに回ることが多い。

### サバンナソルジャーズ
- 特定な国ではなく、アフリカ大陸全体の代表。
- アルファベット表記は "Savanna Soldiers"。
- 女子のみで構成されたチームで、ジュリアナ以外の4人は、苗字が無い部族の出身である。

当初は連敗続きであったが、沖田カイのコーチとしての協力によって大幅にレベルアップした。レース中にもカイの指示によって的確な行動しており、頭脳戦を駆使したこともあった。また、コーチであるカイ本人も、一度だけビークスパイダーで代理選手として出場した。ビクトリーズとの初戦はアクシデントに巻き込まれた藤吉を救助するために、ジュリアナを除く両チームの選手がレースを放棄したことで勝ちを収めているが、その後のビクトリーズ戦は全て敗れているため、対戦成績は負け越している。
最終的な総合順位は8位となった。
SFCゲーム『POWER WGP2』では、その実力を大きく向上させており、初戦でロッソストラーダ相手に勝利を収めるという大成果を挙げているが、後にエジプトのエンシェントフォースによってミシェルが負傷欠場に追い込まれ、カイが代理として出場した。
使用マシンは「サバンナゼブラ」、カイがコーチになってからは「ビークスパイダーゼブラ（BSゼブラ）」。
ジュリアナ・ヴィクトール
声 - 兵藤まこ
- サバンナソルジャーズのチームリーダー。
- 気の強い熱血タイプで、負けず嫌いな性格。
- 普段は面倒見の良い姉御肌で、メンバーから慕われているが、感情を爆発させて一人で先走ってしまう傾向が強いために、チームのメンバーに咎められることも少なくない。

横文字の苦手な豪からは「ジョリジョリ」と名前を間違えられたことがある。
カイのコーチ就任当初は、元アフリカチャンプの意地から彼に反発していた。さらにはWGP開幕から7連敗を喫していたことへの屈辱感も大きな仇となってしまい、ビクトリーズとの最初の対決の際には、敗北を喫してしまうことへの恐怖や勝利への拘りから、コーチであるカイの指示を無視して、サイクロンマグナムやネオトライダガーへの走路妨害、残りの3台にはバトルレースを仕掛けてしまう。その結果、自らが原因で起きた火災アクシデントからビクトリーズのメンバーを助けに行った他のメンバーと異なり、一人最後まで走り続けて勝利を手にしたものの、内心では後悔しており、カイに諭されたジュリアナは自らの意思でカイと共に「完全なる勝利」を目指すことを決意する。
以降は、他のメンバー同様カイに厚い信頼をおくようになり、彼がスペインに行ってしまう疑惑が出た際には最もそれを拒んでいた。そしてカイの出場したレースでは、ビークスパイダーが波に飲まれてしまったことで、そのまま見つからなければカイがスペインに行かないと一瞬思ってしまったが、カイの必死な姿を見たことで、最終的には自分でビークスパイダーを探し当てた。
サリマ
声 - 木藤聡子
- チームの副官的存在。

冷静な性格の持ち主で、熱くなりやすいジュリアナのストッパー的な役であるが、彼女自身もプライドが高く、ビクトリーズとの初戦ではリョウの挑発を受けたことで感情的になり、作戦を無視してしまったこともある。
趣味が料理であるために、ドリームチャンスレースの際には、カイの分も含めてメンバーのお弁当を作って持参している。
ヴィッキー
声 - 大谷育江
片方の目が隠れるショートヘアー。レース中ではどこか威厳のある口調だが、日常的には普通の女の子らしい口調で喋っている。
カイのチーム離脱疑惑が持ち上がった際、仮病を使って彼を引き止めさせられた。
ミシェル
声 - 渡辺久美子
ピンク色のバンダナを巻いている。ビクトリーズとのGPクロスによる3度目の試合では、JのプロトセイバーEVO.と4位の座を賭けて競ったが、プロトセイバーEVO.の新必殺走行である「ドルフィンエフェクト」に敗れた。
劇中では目立った活躍が少なかったことから、TVシリーズ終了後のドラマCDにて、目立ちたいという願望があったことを告白した。
クレモンティーヌ
声 - 今井由香
ビクトリーズとのGPクロスによる3度目の試合では、JがプロトセイバーEVOにシャークシステムを搭載した際、暴走するEVOのシャークエフェクトによってマシンを真っ二つにされてしまった。
TVシリーズ終了後のドラマCDでは、前述のアクシデントの際、マシンを破壊されたことのみならず、謝罪の際に呼び捨てにされたことを根に持っていることが明らかになった。

### クールカリビアンズ
- ジャマイカ代表。
- アルファベット表記は「COOL CARIBEANS」。
- WGP出場チームの中で実力も順位も最下位だが、オフロードコースでのレースは得意で、連勝を重ねていたアストロレンジャーズに勝利を収めたこともある。
- 音楽を愛する陽気なチームで、嬉しいことがあると人目も気にせず踊りだす。

11戦11敗になった際、一度は祖国へ帰ろうとしたが、ビクトリーズと仲良くなったことをきっかけに最後まで走り続けることを決意。その後のWGPでも勝利を手にする機会はほとんどなかったが、結果にこだわらずレースを楽しむことを優先した。勝負において勝ち負けだけが全てではないこと最もよく知るチームである。ビクトリーズとは一度も直接対戦していないが、代表戦や野試合では対戦している。
原作では、アニメより全体的にテンションが高い。また、二郎丸が豪のことをウンコ野郎と呼んだせいで豪のことを「ウンコ」と呼ぶ。
使用マシンは、全てのパーツが自作である「ジャミンRG」。
ピコ・パルティア
声 - 岩永哲哉
- クールカリビアンズのチームリーダー。
- 天真爛漫な性格。

オンロードは苦手だが、オフロードでの実力はリョウのネオトライダガーやカルロのディオスパーダにも劣らない。さらに抜群の音感を持ち、モーター音やシャフトの回転音などの「マシンのリズム」を聞くことによって、その状態を正確に判断できる。
連敗によってチームの雰囲気が停滞していた時もへこたれることなく前向きにレースを続けており、その思いはやがて他のメンバーたちにも理解してもらえるようになった。
アニメでは豪のニューマシン「ビートマグナム」の名付けの立役者となった。
リタ・シドニア
声 - 今井由香
- ピコの幼馴染。

以前は突っ張ったところがあり、周囲と衝突することも多かったが、ピコから「小さな島の中で突っ張っていないで広い世界を見よう」と誘われ、WGPに参加することになった。
負け続きのレースに落ち込み、他のメンバー共々故郷に帰ることを提案していたが、やがてピコの気持ちを理解し、続行を決意。最後まで共に走り続けた。
タム・ビセンテ
声 - 芝原チヤコ
- 愛称は、タムタム。
- チーム内で最年少のメンバー。

小柄で身軽な動きが得意。負け続きで他のチームから馬鹿にされていることに悔しさを感じていた。帽子がトレードマーク。
パトリシア・メイヨ
声 - 高乃麗
- 愛称は、パティ。
- ふくよかで無口。

物事にこだわらない大らかさを持っている。
モンティー・バリオス
声 - 鈴木琢磨
常にラジカセを肩に担いでおり、ダンスを踊る際にも手放さない。基本的に明るいが、時折望郷心に駆られることも。バンダナがトレードマーク。

### SFCゲーム『POWER WGP2』登場チーム
ストーリーは第2回WGPが舞台となるが、原作およびアニメの『MAX』で断片的に描かれた第2回WGPとは設定が全く異なる。参加チームは日本、アメリカ、ドイツ、イタリア、ロシア、アフリカ、中国、南米、フランス、エジプトの10か国。第1回WGP参加チームである北欧、オーストラリア、ジャマイカは登場しない。また、WGP編で近藤ゲンのいるスペインも登場しない。
XTOリボルバーズ
SFCゲーム『POWER WGP2』（第2回WGP）に登場する、WGP初参戦の南米代表。アルファベット表記は "XTO REVOLVERS"。第1回WGPはマシンの開発が遅れてしまったために参戦できなかったが、第2回WGPはマシンとメンバーを揃え、予選大会を勝ち残り参戦した。リーダーは劇場版に登場したリオン。メンバーたちも台詞は無いものの、劇場版やPSゲーム『爆走兄弟レッツ&ゴー!! エターナルウィングス』のリオン編のエンディングに登場している。
使用マシンは「ガンブラスターXTO」。

#### リオン・クスコ
声 - 今井由香
- XTOリボルバーズのチームリーダー。
- 劇場版にて初登場したマシン「ガンブラスターXTO」の持ち主。
- SFCゲーム『POWER WGP2』の設定によればペルー人であるらしい。
- 大切なマシンであるガンブラスターを必死で守ろうとする。

「チーム作りには自信がある」と豪語するだけあって、リーダーシップに優れ、ガンブラスター追跡の際には豪をうまく炊きつけ、烈からも「あっという間に豪の扱いを覚えた」と絶賛された。
PSゲーム『エターナルウィングス』では、アメリカで開催されている第2回WGPの運だめしで、ボルゾイ主催レースに参加する。星馬兄弟との再会のほか、フェスティバルカップで迷惑をかけたミハエルやフェスティバルカップでは未参加だったグランプリレーサー、ボルゾイを憎んでいるマリナ、そしてビクトリーズしか知らない豪樹と初対面する。
漫画版では映画公開前に発行された総集編に劇場版ストーリーのコミカライズ版とマンガオリジナルストーリーの読みきりに登場。劇場版ストーリーのコミカライズ版は『爆走兄弟レッツ&ゴー!!MAX』最終巻に再録されている。
ティーグル
XTOリボルバーズのメンバー。リーダーのリオンを的確にサポートする。
ランクス
XTOリボルバーズのメンバー。メンバーの中では小柄な体格をしている。
シアン
チーム紅一点のレーサー。
ウルス
チームメンバーの中では大柄な体格をしており、リオンをリーダーと認めサポートをする。

#### レ・ヴァンクール
- SFCゲーム『POWER WGP2』（第2回WGP）に登場する、WGP初参戦のフランス代表チーム。
- アルファベット表記は "Les Vainqueurs" で、フランス語で「勝者（たち）」の意味。
- メンバー全員が美形で振る舞いも紳士的であるが、アームを除く面々は女性には優しいが、男性に対してはサインも断るほどに非情。

また、かなり言動が芝居がかっているなど、どこか一般常識に欠けている部分が目立ち、常識的な考え方を持った者たちからは引かれている（アームですらディアナたちの非常識さには引いている）。「世界を革命する力」を提唱しているが、その実態は相手マシンのGPチップのデータを抜き取る反則紛いの卑怯な戦法をとるチームである。
使用マシンはチームメンバーである日本人アーム（土方レイ）の提供した「レイスティンガー」を始めとするバトルマシンのデータを基に、研究改良の末に開発された「シュヴァリエ・ド・ローズ」。
アーム
- レ・ヴァンクールの参謀的存在。
- 常に仮面を被っており、高飛車な言動が目立つ。
- 正体は、かつて大神博士の元でバトルレーサーをしていた土方レイ。

WGP編のアニメで、「いつの日かレースに復帰して、勝利こそが全てであるのを証明してみせる」という言葉通り、リーダーのディアナの腹心としてWGPに参加することになった。
性格は全く変わっていないが、それでもチーム内では唯一とも言える常識人であるため、上述のように他のどこか非常識なメンバーの芝居がかった言動や振る舞いには辟易している模様。
ディアナ
- レ・ヴァンクールのチームリーダー。
- 気高い性格をしている宝塚のミュージカルスターのような男装をしている麗人。
- 美形であるが、メンバーの中でも特に芝居がかった大袈裟な台詞をいうことが多い。

登場時に2階建ての屋根の上からメンバーと共に登場し、飛び降りるのに失敗。生きているのに死んだかのような芝居を見せており、その場にいた藤吉やジュンを呆れさせている。アームによると、高い場所から落ちたぐらいでディアナはくたばらないらしく、相当な頑丈さの持ち主らしい。
当初はレ・ヴァンクールのファンであったジュンも引いており、豪たちにサインをもらってくるよう頼まれた際にも、拒絶している。
同性である女性が好きらしく、訳あって女装する羽目になった烈に恋をしているが、彼が男であるという事実に気づいていない。
クラージュ
レ・ヴァンクールの一員。
メンバーの中でも特に攻撃的な性格の持ち主であり、ディアナが勝手に自分から落ちたのを、その場に居合わせた藤吉のせいにして襲い掛かろうとする、理不尽さを見せている。ストーリー中ではレゾンと共に、自分たちに難癖をつけた藤吉を「サル」呼ばわりしてからかっており、わざわざフランス語の「サンジュ」に訂正までしている。
レゾン
- レ・ヴァンクールの一員。
- クールな性格をした銀髪の少年。

ストーリー中ではクラージュと共に、自分たちに難癖をつけた藤吉をからかい、ディアナが勝手に落ちた際には、藤吉のせいにしている。
シャリテ
- レ・ヴァンクールの一員。
- 美しいものをこよなく愛する赤毛の少女。

発言は厳格そうに見えるが、ディアナ同様芝居がかった大袈裟な台詞を言っており、ディアナが勝手に落ちて死んだ芝居をしている際にも本気で号泣している。

#### エンシェントフォース
- SFCゲーム『POWER WGP2』（第2回WGP）に登場する、WGP初参戦のエジプト代表チーム。
- アルファベット表記は「ANCIENT FORCE」。全ての予選において対戦相手のリタイアで勝ち上がってきていたり、監督やマシンスペックについて詳しい公式発表をされていないなど謎の多いチーム。

対戦相手のリタイアで勝ちあがってきた理由は、観客やファイターの見えない所でバトルレースを仕掛けていたからであり、試合に勝つために、サバンナソルジャーズのミシェルに怪我をさせて出場できなくするなど、手段を選ばない。しかしその監督の正体は、ボルゾイの科学者である大神博士であり、メンバー全員は大神博士の施した催眠術によって操られていた。
使用マシンは「ピラミタルスフィンクス」。
ラー
- エンシェントフォースのチームリーダー。

勝つためには手段を選ばない性格で、ストーリー中においても、リョウのネオトライダガーやカイのビークスパイダーを破壊しようとした。しかし、実は大神博士に催眠術によって操られているだけであり、本当は烈や豪と同様ミニ四駆を大切にしている人物である。
ホルス
エンシェントフォースのメンバー。チームのNo.2的存在。大神博士に催眠術によって操られている。
アヌビス
エンシェントフォースのメンバー。片目にバイザーを付けているのが特徴。大神博士に催眠術によって操られている。
ヌウト
エンシェントフォースのメンバー。チームの紅一点。大神博士に催眠術によって操られている。
なお、ドラマCDの解説書にある女性キャラクターの図鑑には記載されていない。
ゲフ
エンシェントフォースのメンバー。大柄な体格をしたスキンヘッド。大神博士に催眠術によって操られている。

### ゲーム『オールスターバトルMAX』登場チーム
ミニ四駆の世界大会GBC（グレート・バトル・カップ）がストーリーの舞台となる。第1回WGPに参加したレーサーも全員登場するが、本作のストーリーはパラレルワールドのような展開で、本編ストーリーとの直接的つながりは無い。

#### スカウター軍団
『ミニ四駆GBレッツ&ゴー オールスターバトルMAX』に登場する、大神博士の結成したバトルレーサーチーム。全員がスカウターを装着しているのが特徴。使用マシンは、かつて大神博士が製作したマシンである。
スカウター・リーダー
スカウター軍団のチームリーダー。
イメージカラーはレッド。ビークスパイダーを使用する。ストーリー内では第3章に初登場し、主人公たちに勝負を挑んでくる。
スカウター・ガール
チームの紅一点。イメージカラーはブルー。ストーリー内では第4章に初登場し、ニエミネンを破ってみせた後に、主人公たちに勝負を挑んでくる。レイスティンガーを使用する。
スカウター・グリーン
イメージカラーはグリーン。ブロッケンギガントを使用する。
スカウター・イエロー
イメージカラーはイエロー。ブロッケンギガントを使用する。
スカウター・ピンク
イメージカラーはピンク。無口。ブロッケンギガントを使用する。

### その他のグランプリレーサー
- 鷹羽二郎丸 - TRFビクトリーズ代理選手として出場。#GJC参加レーサーを参照。
- 沖田カイ - サバンナソルジャーズ代理選手として出場。#大神軍団を参照。
- 近藤ゲン - オリゾンテ（スペインチーム）のメンバー。#大神軍団を参照。

### 外国チームのサポート役
デニス
声 - 梅津秀行
アストロレンジャーズ（アメリカチーム）の監督。宇宙飛行士を目指す子どもたちの監督ながら、ミニ四駆一筋で宇宙に関することは不得手。しかし、WGPを通じてアストロレンジャーズのレーサーがミニ四駆を楽しむようになってきたことを嬉しく思っており、またミニ四駆を純粋に愛する子供を多く抱えている土屋博士のことを羨んでもいる。WGP編最終回では、土屋博士や二郎丸と一緒に、レース観戦をしながら蕎麦を食べていた。
バタネン
声 - 宇垣秀成
オーディンズ（北欧チーム）の監督。一見厳しそうな顔をしているが、性格はひょうきんで人懐っこく、関西弁交じりの口調で喋る。ただし、すべき時には厳しい態度も見せるが、言うことを全く聞かないニエミネンにクビを宣告することで、ワルデガルドたちがニエミネンにチームワークの利点を教えるよう仕向けた。烈の実力と判断力を見込んでオーディンズにスカウトしようとするが、土屋博士に断固拒否された。オーディンズのメンバーのことは自分の子供のように思っている節があり、ビクトリーズとの2戦目では、藤吉とJをノーマークにしていたことが思わぬ失態と敗退を招き、自らの責任であると素直にメンバーたちに詫びている責任感の強さも見せた。
WGP編最終回のラストでニエミネンを乗せて4WDで爆走している。
シンディ
声 - 勝生真沙子
サバンナソルジャーズ（アフリカチーム）の女性監督。連敗続きの状況を打破するため、チームのコーチとして沖田カイを招き入れた。基本的に落ち着いた性格の持ち主だが、チームの行く末については不安を抱いており、カイのチーム離脱疑惑が持ち上がった際は、それを防ぐべくヴィッキーに仮病の演技を強要するなど、強引な一面も見せた。
大三元（だいさんげん）
声 - 八木光生
光蠍（中国チーム）の監督。ホワァンの祖父。鉄心に焼き物の心得を教え、ZMC開発の手助けをした。博多弁で話す。メンバーのメンタル面での扱いにも長けており、4位決定レース直前で不安になっていたホワァンたちを励ました。鉄心が焼き物を習っていた際、遊び友達のいないホワァンのために、鉄心に製作したばかりであるシャイニングスコーピオンを貰い、それが縁で光蠍の監督になっている。また、ミニ四駆においては鉄心が大三元の先生になる。
クラウス
声 - 宇垣秀成
アイゼンヴォルフ（ドイツチーム）の監督。二軍に付き添っていた。思うように成績が残せず、自己保身を焦るあまり、メンバーたちにビクトリーズのフライングを誘発させるという、卑怯な作戦指令を強要する。その結果、「正々堂々」を信条とするエーリッヒからは見限られ、最終的にはオーナーに解雇を宣言され、二軍メンバー共々帰国する。
ロッソストラーダのオーナー
声 - 江原正士
カルロらスラム街の少年たちをロッソストラーダのメンバーとしてスカウトした人物。名前や姿の詳細は最後まで不明だが（シルエットから、眼鏡をかけていることだけがわかる）、WGPに優勝すれば多額の報酬を与えることをカルロたちに約束しているため、かなりの大人物である。ロッソストラーダのマシンにバトルパーツを装備させるなど、自らの目的を達成させるためならば、手段を選ばない。また、徹底とした結果主義者で、新旧対決によるロッソストラーダ同士の対決で勝利したカルロたちに再びWGPの出場権を与え、敗れたルキノを「負け犬」と呼んで追放した。
ザビー・クスコ
声 - 郷里大輔
劇場版に初登場。リオンの父であり、ガンブラスターXTOの開発者。土屋博士、岡田鉄心両名と交流があり、大神博士とも面識がある。
SFCゲーム『POWER WGP2』では、南米代表のXTOリボルバーズの監督として登場。土屋博士や鉄心と張り合ったこともある。

## 第3期『爆走兄弟レッツ&ゴー!! MAX』

### 主人公（MAX）
一文字豪樹（いちもんじ ごうき）
声 - 渡辺久美子
『爆走兄弟レッツ&ゴー!!MAX』の主人公の一人で一文字兄弟の兄。ボルゾイスクールのレーサーでありながらバトルレースに反対したために父に追い出され、叔父が勤務する工場・GEN製作所に居候しながら世界一のミニ四レーサーを目指す。
明るく前向きな性格で、急いでいるときでも車が来ていなくても青信号を待って横断歩道を手を上げてゆっくりわたるなどその行動はマイペースである。食事だろうと風呂だろうと何より待たされること（ペースを乱されること）が大嫌いな所があり、常に後先を考えずに勝手に行動しているように見えるが、実は計算高い一面も持ち合わせているなど、常に考えなしというわけではない。大らかな心と、何事にも簡単には引き下がらない根性の持ち主で、マリナを始めとするレーサーたちにも強い影響を与えている。人の名前を間違える変な癖があり、マリナを「マリコ」、大神博士を「オオガニ」と呼ぶ。
兄弟である烈矢とは性格も行動も違っているように見えるが、兄弟そろって方向音痴であり、烈矢ほどではないが、朝からご飯を二杯お代わりするなど似たところもある。また、弟の烈矢のことを常に気にかけている面倒見の良い兄貴分の面も持つ。
掃除・洗濯・料理など、家事全般を器用にこなし、特に料理の腕についてはGEN製作所の所員全員が手放しでべた褒めしているほど。そのため、ミナミからは本当に男なのか怪しまれていたこともあった。自身の食に関しては、カレーパンが好物。
レースに関しては、マイペースな性格からか徹底的な個人戦主義者でもあるため、チームワークの必要な団体戦が大の苦手で、当初は世界グランプリの優勝にも興味がなかった。そのため、向こうから頭を下げて頼んできても自分から断るほどだったが、名古屋でのボルゾイかぶれのバトルレーサーチーム・クラッシャーズとのレースを経て、チームワークも重んじるようになる。日本一を決めるために開催されるレース・GJCの存在や、GJCに予選があってそこを通過しないと本選に出場できないことを知らないなど、ミニ四レーサーの割には、ミニ四駆関連のイベント分野に関しては疎い。
頭の赤いバンダナとゴーグルがトレードマークで、顔に絆創膏をしているのは、いつも生傷が絶えないほど活発ゆえ。首から勾玉のアクセサリーのついたペンダントをぶら下げているが、後にこれは父の一文字博士がボルゾイから持ち出したZナンバーズの1号機であるナックルブレイカーの入ったアタッシュケースを開く鍵の片割れであることが判明する。
原作ではミニ四駆エリート養成学校ボルゾイスクールのおちこぼれだが、アニメでは同校でも優秀なレーサーだった（ただし前述した通りバトルレースには反対している）。なお、ボルゾイスクールを追い出されたにもかかわらず、後に優勝したボルゾイオープンにおいて、表彰の際にプロフェッサー・ボルゾイからボルゾイスクールのトップ中のトップという非常に優秀な成績でスクールを卒業した「卒業生」ということにされてしまった。
前作主人公の豪とのレースは原作ではWGPルーキー戦で行われ、レース自体はルールにより、豪とビクトリーズが勝利するも、豪と豪樹はレースを続行。それに感化された他のレーサーたちもスタッフ含めて参加する結末となった。アニメ版では、アメリカに旅立つビクトリーズに挑戦した際に描かれ、最初は壮行会、次に空港の滑走路で行われた。豪には勝てなかったものの、豪樹は豪たちビクトリーズに認められた。
使用マシンはZナンバーズの2号マシン「マックスブレイカー Z-2（ズィーツー）」、後に改良型の「ブレイジングマックス」。
一文字烈矢（いちもんじ れつや）
声 - 日髙のり子
MAX編の主人公の一人で、一文字兄弟の弟。ボルゾイスクールでも特に優秀なレーサーで自信家。プライドが高く攻撃的な性分でバトルレースを当然と思い、自分とは相反する考えを持つ豪樹を敵視していたが、バトルレースである「ボルゾイオープン」を、豪樹が真っ当な走りで制したのを見て考えを改めるようになり、兄と共にGEN製作所に居候を始める。最初は製作所の屋上の上に自前のテントを張って生活していたが、テントが風に飛ばされてなくなってからは、豪樹と同じ部屋に布団を敷くようになる。
一見クールで冷静に見え、じっとしていることが苦手な兄の豪樹と違い、ここぞという時は落ち着いている。しかし感情面でムラがあり、特にレース中は攻撃的で感情的になりやすく、豪樹やマリナの挑発に乗せられるなど単純な一面もある。また、他人に自分のマシンを触られることに対して極度に嫌悪感を露にする。
好物はピーナッツバターを塗ったトースト。豪樹以上の大食いであり、朝からご飯を三杯もお代わりするほどの大食漢。しかも、空腹状態で目の前に食べ物があると例えそれが他の人間のものであっても、堂々と独り占めするという食い意地を張った意地汚さがある。また、朝食がご飯の場合には必ず明太子を食べる習慣がある。
かなりの世間知らずで、豪樹とは反対に家事は全くできないどころか壊滅的な被害を出す（昼食の準備にガスバーナーを持ち出したため豪樹に「お前は洗濯でもしてろ」と言われた際、洗濯機を見て「いまいち回転力が不足してる」としてかくはん機を洗濯槽に突っ込んで洗濯物をズタボロにしてしまう、など）こともある。また、豪樹と同じく致命的な方向音痴でもある。さらにミニ四駆以外では機械音痴な一面すら見せ、その弱点が災いして、豪樹のマックスブレイカーを壊してしまったこともある他、PSゲーム『エターナルウィングス』の隠しドラマでは烈のPlayStationの開け方が分からず、本体そのものをドライバーで分解しようとした（もっとも豪樹もPlayStationの開け方を知らない）。
豪樹への呼び名は「兄貴」が基本だが、原作では「豪樹」と呼んでいる。豪樹をライバル視する一方で、本心では慕っている様子。しかし世間知らずなため、父以外の人物に対しては例え年上でも敬語は絶対に使わず、逆に不遜な態度で接する。PSゲーム『エターナルウィングス』では、この態度が多くのレーサーの勘に触っており、トラブルを度々起こす問題児扱いとされている。
使用マシンはZナンバーズの3号マシン「シャドウブレイカー Z-3（ズィースリー）」、後にZナンバーズの1号マシン「ナックルブレイカー Z-1（ズィーワン）」。

### レーサー
大神マリナ（おおがみ マリナ）
声 - 池澤春菜
アニメでの大神博士の娘。勝気で男勝りな性格。猫好きな一面もある。普段は髪をツインテールに結んでいるが、家などではロングヘアに下ろしている。非常にラフでボーイッシュな格好を好むが、レース以外ではスカートも履くなど女らしい一面もある。普段はマンションで一人暮らしをしており、私生活は謎だが、ドラマCDにて1か月の生活費は約16,000円程度であることが分かる。ひとしの家が経営している風呂屋「松の湯」の常連で、自分の憩いの場所だと語るほど。また、打倒USAチャンプのために編み出した豪樹のマックスブレイカーとの合体技の名称（豪樹曰く「マックスファイヤー」、マリナ曰く「ファイヤーマックス」）で、揉めるなど妙なことにこだわりを見せることもある。
ミニ四駆での勝負となれば、それが如何に馬鹿馬鹿しいレースであっても「逃げる」という選択肢が最初から頭の中にないため、ついつい引き受けてしまう。
父である大神博士を非常に慕っており、「パパ」と呼んでいる。彼のマシンが優秀であることを証明するためにミニ四駆を始め、第1期での大神軍団のようにバトルレーサーとなる。父がボルゾイと接触してからプツリと姿を消してしまったことから、ボルゾイが父をミニ四駆界から追放したと思い込んでいた。豪樹との出会いを経てバトルレースを辞めかけていたが、大神博士との再会後、再びバトルレーサーに戻る。その後しばらくは父の言うことに逆らうことができず自分の本心を押し殺したままバトルレースに終始するが、一文字兄弟との邂逅や左京や竜平の捨身の説得の末、心の片隅に今まで妄信していた父への疑念が生まれ始める。
そしてM1グランプリ決勝の後半戦において、父の呪縛を自分で断ち切りフェニックススティンガーからバトルパーツを取り除き、父の反対を押し切って正々堂々とした勝負をすることを決意。指輪もレースの途中で抜き取り、最終的にはバトル無しでも父のマシンが速いことを証明するべく、バトルレースと完全に決別する。
豪樹には、最終回直前まで「マリコ」と呼ばれていたが、MAX編50話で1度だけ「マリナ」と呼ばれ、初めて間違えられなかったので、驚いた表情を見せた。
大神軍団と面識があるかは不明だが、マリナの過去の回想では土方レイとすれ違うシーンがあり、全く知らないというわけでもないようである。また、PSゲーム『エターナルウィングス』では、大神研究所跡地でレイとマリナが対戦するサブイベントがある。
使用マシンはレイスティンガーをベースにした「ファイヤースティンガー」、後に強化型の「フェニックススティンガー」。当初はレイスティンガーと違いノズルからは針ではなく炎が吹き出されるが、フェニックススティンガーでは「フェニックスハープーン」という針が登場（「追突時に針が飛び出す」レイスティンガーとは「あらかじめ出しておいて突き刺す」という違いがある）。これは中に燃料が入っており、マックスブレイカーが爆破されてしまう原因となった。
松ひとし（まつ ひとし）
声 - 上田祐司
風呂屋「松の湯」の息子で、近所にある川下模型店のチャンピオン。だが、豪樹にその座を奪われて以来、豪樹たちから「元チャンピオン」、「元ひとし（「元チャンピオンのひとし」の略）」などと呼ばれるようになり、MAX編39話で優勝した竜平にチャンピオンの座を奪われた。まなぶとまさおの親分格だが、よくからかわれている。実力は豪樹、烈矢、マリナに比べ劣るが、ミニ四駆への情熱はまさしく本物で、不屈の根性の持ち主でもある。最下位近くを走っているため、バトルレーサーのマシンに相手にされず完走するという幸運も何度かある。だが、豪樹不在で開催されたGJCサマーレース東京予選で、烈矢、マリナに続いて実力で3位入賞し、M1予選もSクラスレーサーのアキラを実力で破って通過するなど、一般レベルから見たらかなりの実力者である。また、雨男でもある。
最下位でもM1決勝戦で完走を果たし、ファイターや観客たち、そして自分の両親を感動させた。
使用マシンは市販のビクトリーマグナムをカスタマイズした「ビクトリーチャンプ」。
まなぶ
声 - くまいもとこ
ひとしの取り巻きだが、よくひとしをからかっている。使用マシンは市販のバンガードソニックをカスタマイズした「バンガードダウンタウン」。
まさお
声 - 小西克幸
ひとしの取り巻きだが、よくひとしをからかっている。使用マシンは市販のトライダガーXをカスタマイズした「トライダガーまさおスペシャル」。
大善一馬（だいぜん かずま）
声 - 宮崎一成
ボルゾイのバトルレースを憎んでいるレーサー。弟の力と一緒に走り合体技を繰り出す。必殺技レインボーツインジャベリンを繰り出す時にポーズを付けたがるが、ポーズがなかなか決まらないために技を出し渋り、結局最後までレースでその技を出すことは無かった。レーサーとしての実力はかなりのものながら、力とのフォーメーションを前提とした走りが多いため、単独ではあまり成果を出せなかった。ボルゾイレーサー時の左京にマシンを壊されたこともあり、彼が正統派レーサーに転向した後も、あまりいい顔をしなかった。M1では、弟と共に第一次予選を通過するものの、第二次予選で左京とのマッチレースで敗退。そのときは、柄にもなく負け惜しみともとれる発言をしたため、左京に厳しい活を入れられる。第二次予選敗退後も、決勝戦で一文字兄弟を応援し続けた。
使用マシンは「レッドソード」と「ブルーソード」だが、大会では1人で2台同時に使えないため、「ブルーソード」は弟に譲られる。
大善力（だいぜん ちから）
声 - 小田木美恵
大善一馬の弟。常に兄と一緒に走り、一人ではまともに走れなかったが、烈矢と対戦し一人でも走れるようになる。だが、兄と離れ離れになると途端に不安になったり、GJCサマーレースの時には、烈矢の忠告に耳も貸さず一人で先走るなど、未熟な様子。M1では兄と共に第一次予選を通過。第二次予選でのマッチレースで、対戦相手の烈矢に一喝されたことで奮起するものの敗退。しかし、これを機に兄に頼らずとも一人で走れるだけの自信をつけ、実力を証明した。第二次予選敗退後も、決勝戦で一文字兄弟を応援し続けた。
使用マシンは兄に託された「ブルーソード」。
服部竜平（はっとり たっぺい）
声 - 野田順子
豪樹が大阪で出会った元ボルゾイレーサー。アニメのみクラシックマシンでも速いことを証明するために「スーパーアバンテ」を使用していたが、39話から「ストームクルーザー」を駆るようになる。関西弁で話す。レーサーとしての実力はかなりのレベル。MAX編39話では川下模型店10周年記念大ミニ四駆レースにて、川下模型店の優勝者となる。M1の第一次予選では、上位10名にランクイン。第二次予選でも恵一に勝利し、決勝進出メンバー5人の一人に残る。M1決勝戦にてマリナのフェニックススティンガーの猛攻を受けストームクルーザーは大破、無念のリタイアとなった。リタイアした後も、会場で一文字兄弟を応援し続けた。地震が大の苦手。
漫画版では、豪樹のボルゾイスクールでの元クラスメート。烈矢と勝負するためにスクールに乗り込んできた豪樹を助けてしまったためスクールに居られなくなり、豪樹らとともにスクールを脱出する。
楠大吾（くすのき だいご）
声 - 高乃麗
豪樹が九州で出会ったレーサーで、去年のGJCサマーレースのチャンピオン。レースをする際にも、豪樹と違って先の先を読みながらレースを組み立てていく頭脳派。身の程知らずな人間には厳しいが、M1第一次予選で自分のマシンにコバンザメ走法でついて来たひとしに対しては、技術面でのセンスに免じて多めに見るなど、そのあたりには寛容である。語尾に「でごわす」をつける。九州でミナミと出会ってから彼女に恋をし、その終盤にてミナミに代わって新井クリーニングの店番をするようになる。M1第二次予選において、豪樹に敗退。M1決勝前日に河原コースで一文字兄弟、左京、竜平にリベンジも兼ねた特訓レースをつけるなど仲間たちを信頼している様子。
使用マシンは市販のガンブラスターXTOをカスタマイズした「GBSフォーミュラー」（GBSは、ガンブラスターシルエットの略）。
漫画版では、豪樹のボルゾイスクールでの元クラスメート。烈矢と勝負するためにスクールに乗り込んできた豪樹を助けてしまったためスクールに居られなくなり、豪樹らとともにスクールを脱出する。なお、「GBSフォーミュラー」は登場しないため、竜平と共に「ストームクルーザー」を使用している。
西条恵一（さいじょう けいいち）
声 - 山崎依里奈
豪樹が名古屋で出会ったレーサー。M1には第一次予選を通過するものの、第二次予選で竜平に敗退。
使用マシンは市販のスピンアックスをカスタマイズした「ドラゴンアックス」。
和男（かずお）
声 - 吉野裕行
ボルゾイスクールを出た豪樹が出会った不良レーサーにしてボルゾイ出奔後の最初のレース相手。
バトルレーサーであり、街角レースで子供たちのマシンを次々に破壊して回っており、記念すべき1000台目の獲物として豪樹のマックスブレイカーに目を付けレースを挑むものの、半ば自滅を誘われた形で返り討ちにあう。GJCウインターレースやM1にも参加していたが、前者では途中でリタイア、後者では第一次予選で11位で敗退した。子分にメガネ（声：川上とも子）と、チビ（声：手塚ちはる）の2人を従えている。
使用マシンは市販のブロッケンギガントをカスタマイズした「ハープンブロッケン」。

### サポート役
一文字正宗（いちもんじ まさむね）
声 - 中村秀利
一文字兄弟の父親。ミニ四駆かつZナンバーズの開発者で、土屋博士と大神博士の両者と面識がある。ボルゾイスクールでミニ四駆の開発およびレーサーの指導をしていたが、ナックルブレイカーを持ち出したため、教官を辞めさせられ軟禁される形で、ボルゾイのニューマシン開発の研究者として飼い殺されていた。後にボルゾイの孫であるネロがシベリアから来日した際に、解雇を言い渡される。その後、しばらく放浪の身となるが、義弟である俊夫を頼り、幅広い人脈を持つ源さんの知り合いが所有する、川下町内にある物件を貸してもらい、そこで新居を構える。M1決勝戦で、同着でゴールした一文字兄弟を「また走れ」と声をかける。
一文字兄弟の母親であり、妻はアフリカで動物学者として研究生活をしている模様。原作では登場しないが、アニメの38話で写真のみ登場している。
覆面ファイター（ふくめんファイター）
声 - 森久保祥太郎
MAX編7話から登場。その正体はミニ四ファイターこと闘士。2話でアメリカへと旅立ったと思われたが、英語が喋れないという問題で仮面をして正体を隠し、日本に帰国したという。
本人は完璧な変装だと思っているが、サユリ以外の人々たちにはすぐばれている。その際、ファイターのファンであるファイターレディことサユリに「偽ファイター」呼ばわりされ、同時に毎回実況を彼女に奪い合っていた。その後、第48話でサユリが覆面の正体がファイター本人であることに気付き、自身は最終回で仮面を外すことになった。
堂本サユリ（どうもと サユリ） / ファイターレディ
声 - 今井由香
MAX編25話から登場。GEN製作所に俊夫の補佐である週2、3回の事務のアルバイトしに来た、高校を卒業したばかりの女子大学生。GEN製作所の紅一点的存在。18歳。通勤には自前のスクーターを使っている。ミニ四ファイターに憧れており、ファイターのことを「ファイター様」と呼んでいる。アマチュアとしてミニ四駆のレース実況をやっていたが、後に公式レースでも実況を行うようになった。実況時はミニ四ファイター風の衣装に身を包んで実況するが、腕は経験が浅く、本物のファイターには敵わない。
自分だけ覆面ファイターの正体がファイターであることに気付いておらず、彼を「偽ファイター」呼ばわりしたと同時に実況を奪い合ったが、MAX編48話でようやく正体に気付いた。
少女時代の頃からミニ四駆をやっており、レースに参加していた。そのことを覆面ファイターは覚えていた。7年前のGJCの優勝経験者である。
空手経験者らしく、ミナミも一目置くほど強い。最初はおしとやかに振舞い拓也やスティーブを魅了していたが、実は気性が非常に荒く、これまで何度も職場をクビになっているらしい。しかし、その反面クレーンゲームやレーシングゲームなどでは惨敗するなど、ゲームは苦手な様子。
誕生日は8月10日で、血液型はB型。
使用マシンは市販のファイターマグナムVFXをカスタマイズした「ファイターレディマグナム」。
スタッフの「この作品、大人の女の人がいませんね」という言葉から生まれたキャラクターであるが（前作〈第1期・WGP編〉ではたまみが存在していたが、MAX編では登場しなかったため）、大人の女性の魅力よりも、子供っぽい部分の方が目立っている。

### GEN製作所関係者
大前田俊夫（おおまえだ としお）
声 - 鈴木琢磨
一文字兄弟の母方の叔父。GEN製作所の従業員でもある。専務。
源（げん）
声 - 大友龍三郎
豪樹が居候している工場「GEN製作所」の社長。
アニメ版では「源さん」もしくは「社長」としか呼ばれず名前は不明だが、漫画版では「源之助（げんのすけ）」という名で呼ばれているシーンがある。いざとなれば金の力にものを言わせるなど、大人気ない一面も。細かい作業と機械操作が苦手。MAX編18話では、ミニ四駆販売をしていたひとしから買い取ったミニ四駆「根性丸」でレースに出場している。
山さん
声 - 永野広一
GEN製作所の従業員。元F3の整備士で、豪樹に助言を与えることもある。しかも、戦闘機パイロットもやっていたなど、その過去は謎に包まれている。ただ、空手はやっていないとのこと。本人は過去は振り返らない主義。シャドウブレイカーZ-3を失って落ち込んでいた烈矢を説得して立ち直らせた。風呂に入る際には、アヒルの玩具である「ガーちゃん」を持って湯船に浸かるなど、子供っぽい一面もある。MAX編18話では、社長の源さんに大切な「ガーちゃん」を女湯に捨てられた恨みから、レースすることになった際にタメさんと組んで、ひとしから購入した市販のバックブレーダーを改造した「ガーガーゲコゲコ号」というマシンでレースに出場した。
タメさん
声 - 小西克幸
GEN製作所の従業員。豪樹に専用コースを作ってあげた。なお、彼の金属の研磨技術は1000分の1mmも誤差のない凄腕の持ち主。風呂に入る際には、カエルの玩具である「ゲコちゃん」を持って湯船に浸かるなど、子供っぽい一面もある。MAX編18話では、社長の源さんに大切な「ゲコちゃん」を女湯に捨てられた恨みから、レースすることになった際に山さんと組んで、ひとしから購入した市販のバックブレーダーを改造した「ガーガーゲコゲコ号」というマシンでレースに出場した。
拓也（たくや）
声 - 伊藤健太郎
GEN製作所の従業員。夜は身体を鍛えるべく、ランニングをしている。しかし、風呂に入って洗髪をする際はシャンプーハットを付けてシャンプーをするなど、子供っぽい一面もある。MAX編18話では、社長の源さんにシャンプーハットを取られそのまま桶に入った湯で頭を流されたことにより、眼が沁みたことに対しての恨みを晴らすべく、レースすることになった際にスティーブと組んで、ひとしから購入した市販のガンブラスターXTOを改造した「ガンブラスター3W」というマシンでレースに出場した。
スティーブ
声 - 伊崎寿克
GEN製作所の従業員。コンピュータのプロフェッショナルで、豪樹の相談にもよくのっている。MAX編18話では拓也とコンビを組んで、ひとしから購入した市販のガンブラスターXTOを改造した「ガンブラスター3W」というマシンでレースに出場した。

### その他
新井ミナミ（あらい ミナミ）
声 - 渕崎ゆり子
GEN製作所の隣にある「新井クリーニング」の自称看板娘で、両親との3人家族。男勝りの元気な性格で、空手3段の実力を持つ。機嫌が悪くなると指を鳴らす癖があり、これをされると豪樹たちはおろか、GEN製作所のメンバーですら彼女に逆らえなくなってしまう。喧嘩が大好きで、それを聞くと目の色を輝かせるが、豪樹曰く飽きっぽいとのこと。地方のお土産の食べ物に目がない食いしん坊な反面、料理もできるため、豪樹がGEN製作所に居候するまでは、製作所の作業員たちに料理を振る舞っていた。ミニ四駆には特に興味がないが、豪樹と出会ってからは彼を初めとした友人レーサーたちを応援するようになり、サマーレースの時には九州まで付いてきた。これに関しては、XEBECスタッフ曰く「ミニ四駆にまるで興味がないにもかかわらず、いつも豪樹にくっついているところを見ると、豪樹に気があるとしか思えない」とのこと。
アニメ本編ではレーサーではないが、ドラマCDではミニ四駆の初心者レーサーとして活躍する。そのドラマCD本編で使用するマシンは、一文字博士から借りたZナンバーズの0号機「インフィニティブレイカーZ-0（ズィーゼロ）」。
新井清美
声 - 小野寺啓子
ミナミの母親。夫（ミナミの父親、名前不明）がおり、GEN製作所の隣にある「新井クリーニング」で3人家族で住んでいる。
松武夫
声 - 宝亀克寿
風呂屋「松の湯」の店主。ひとしの父親。江戸っ子口調で喋る。
松有芽
声 - 小田木美恵（現：尾田木美衣）
ひとしの母親。怒らせると恐い。
川下模型店店長
声 - 宇垣秀成
川下模型店の店長。MAX編39話にて初登場。同話でファイターレディ（サユリ）が実行委員長兼企画・運営・実況の10周年記念レース（川下模型店10周年記念大ミニ四駆レース）が開催された。

### ボルゾイスクール
プロフェッサー・ボルゾイが設立した（バトル）ミニ四レーサー養成学校。烈矢や草薙兄弟が口から鼻にかけて着用していたマスクは原作者のこしたてつひろいわく、「ボルゾイスクールエリートのコスチューム」であるとのこと。そのため、ボルゾイを脱退した後の烈矢は一度もこのマスクを着用することはなかった。一方、草薙兄弟はMAX編50話でネロに敗北した際に一度だけマスクを外した。
プロフェッサー・ボルゾイ
声 - 宝亀克寿
ボルゾイスクールの長。マッド・サイエンティスト。バトルレースが信条で、マシンを破壊して勝つレースを説いていた。GJCサマーレースをジャックするなど実力行使にも出たが、ネロにその地位を奪われる。また、広告塔として利用するためにUSAチャンプのマリーンたちをスカウトしようとしたこともあった。
ミニ四駆の研究成果を応用し、これから激化すると思われる宇宙開発競争に目をつけ、いち早く着手することで金になり権利を独占することで世界経済をも動かす技術を手に入れ、宇宙経済の独占支配しようという計画「ボルゾイコースマス」を生涯をかけて計画していたが、ネロに地位を奪われたためその野望は潰えてしまった。悪役ながら孫のネロには愛情があったものの、結果的に裏切られた。
アニメでは常に冷酷な悪の性格を通していたが、原作ではゴール前で無駄にウイリー走行しマシンを横転させた豪樹を罵倒するなど、熱血的な性格も描かれた。また、アニメではネロを可愛がっていたが、原作では逆にネロの実力と野心を恐れている様子だった。
ネロ・ステラ・ボルゾイ
声 - 大本眞基子
MAX編40話から登場した豪樹のクラスの転入生で、プロフェッサー・ボルゾイの実孫。アニメではMAX編並びにシリーズの最後の敵として登場する。すでに飛び級で大学課程を終わらせているほどの天才だが、祖父の「子供時代を楽しんでほしい」という方針から小学校に通わされていた。自身のマシンが完成してからは、祖父・ボルゾイを追い出してボルゾイスクールの最高権力者になり、ミニ四駆最強決定戦「M1」を開催し自らもレーサーとして参加。世界中のミニ四駆界への反逆を起こし、ボルゾイタワーを宇宙にまで伸ばす「サントゥアーリオ（聖域）計画」を行う。
普段は大人しい性格の少年を装っているが、特注のヘアバンドで髪を上げることで本来の性格を露にする。その本性は冷酷非情。レーサーとしては天性のセンスを持ち合わせており、そこらの残骸からあり合わせのパーツで、速い即席マシンを作り上げてしまうほど。
アニメと原作では設定が大きく異なり、『MAX』アニメの黒幕として登場したのに対し、原作では豪樹たちと共闘してWGPルーキー戦を戦い、壊れた自分のマシンを見て涙を流したり、自分のせいでビクトリーズの敗北したことを豪樹たちに詫びたりしていた。
使用マシンはイタリア語で「戦神・ネロ」を意味する「ディオマース・ネロ」。

### ボルゾイレーサー
真嶋左京（まじま さきょう）
声 - 鈴村健一
ボルゾイスクールのSクラスの中でも実力No.1のレーサーだったが、ボルゾイオープンで豪樹に負けてからボルゾイスクールを去り、正統派レーサーに転向。その後、再び1対1で豪樹に挑戦するが惜敗し、姿を消した。ボルゾイスクールのSクラスのトップだっただけあって、ボルゾイの内部事情にも多少通じていたらしく、豪樹に敗北し立ち去る際に、ボルゾイから新たな刺客が豪樹と烈矢に挑戦してくることを示唆する発言をした。
ボルゾイスクールの頃は白いスーツ姿だったが、ボルゾイのSクラスの証であるシルバーバッジは、ファッションに合わないとの理由で、必要がない限りは付けない方針をとっていた。また、実力ゆえに女の子からも好かれ、特に理由がない場合を除いて彼女たちを取り巻きに連れていた。
豪樹がマックスブレイカーの必殺技である「マックスストーム」を完成させる以前から、開発した一文字博士以外ではマックスブレイカーの真の力を見抜いていた。そのため、豪樹をたき付ける形で負かし、真の性能を発揮するようになったマックスブレイカーと勝負するべく第1回ボルゾイオープンを紹介する。
レースジャックされたGJCサマーレースに正体を隠して現れ、豪樹たちを助けた。この時から服装がスーツからラフで半袖をさらに捲くるなどワイルドな服装に変更され、以前は背中まであった長い髪が肩の辺りまで短くなっている。M1では、草薙兄弟のマシンの攻撃から一文字兄弟のマシンを守り、そのまま第一次予選をトップで通過。続く第二次選考も、得意とする短距離直線で、一馬を圧倒する形で勝ち抜き、決勝進出メンバー5人にまで残る。だが、第1回ボルゾイオープンの借りを返しに来たマリナによって、ラキエータIIは「フェニックスハープーン」で爆破されリタイアしてしまった。リタイアした後も、一文字兄弟を応援し続けた。
普段は細目だが、感情が高ぶると目を見開き、関西弁になる。登場当初はナルシスト気味で他人を見下すような言動が見られたが、豪樹に負けてからは一転し、熱い部分やコミカルな面を見せるようになった。しかし、弱い癖に見栄を張ったり、負け惜しみを言うような相手に対しては厳しいところは全く代わっていない。
使用マシンは「ボルゾイ・ラキエータ」、ボルゾイスクールを出てからは後継機の「ラキエータII」。
草薙陣（くさなぎ じん）
声 - 星野佐登美
草薙兄弟の双子の兄。ボルゾイレーサーで、ボルゾイから追い出されたくせに、第1回ボルゾイオープンで優勝したことで、公衆の面前でボルゾイスクールに大恥をかかせた豪樹のマシンであるマックスブレイカーZ-2を破壊するべく豪樹を襲撃する。邪魔になるマシンを葬り去るのが目的で、完走は特に目指さない。しかし、第2回ボルゾイオープンで漸と同様、実況が行われ太陽の下で開催される普通のレースでトップで走ることに、一種の充実感と達成感を見出していたことから、完全なバトルレーサーではなく、ミニ四レーサーとしての矜持もある。豪樹のマシンを攻撃せずに追い抜こうとする素振りも見られたが、結局はバトルレーサーであり続ける。漸よりは勝負に勝つことへの執念が激しく、そのために合体解除してファントムブレードが犠牲になろうということも厭わなかった。レースジャックをしたサマーレースで、豪樹との一騎討ちで望んでいた目の前で優勝を奪われる。さらにマシンに負担をかけ過ぎたためバイスイントルーダーがスピードダウンしたため、後から来たマリナ、ひとし、竜平、大吾、恵一、幹夫にも抜かれてしまい、勝負に負けた悔しさを初めて味わう。M-1最終レースではゴールを目指すという発言をしており、豪樹が影響を与えたことを暗に示している。最後はネロに反旗を翻して彼のマシンを破壊しようとするも、結果的に返り討ちとなった。
使用マシンは「バイスイントルーダー」。弟のマシンと合体し「ファントムバイス」となる。
草薙漸（くさなぎ ぜん）
声 - 浅川悠
草薙兄弟の双子の弟。ボルゾイレーサーで、ボルゾイスクールを裏切り、挨拶もなしに出ていった烈矢のマシンであるシャドウブレイカーZ-3を破壊するべく烈矢を襲撃する。陣と同じく邪魔になるマシンを葬り去るのが目的で、完走は特に目指さない。しかし、第2回ボルゾイオープンで陣と同様、実況が行われ太陽の下で開催される普通のレースでトップで走ることに、一種の充実感と達成感を見出していたことから、完全なバトルレーサーではなく、ミニ四レーサーとしての矜持もある。GJCサマーレースをボルゾイがレースジャックした第2回ボルゾイオープンで、烈矢のシャドウブレイカーによる決死のアタックと、勝利への執念に先走った陣の独断専行が原因の合体解除に巻き添えを食らう形で、火山の火口にマシンが落下してしまう。一度愛機を失うも、バトルレーサーであることを悔い改めるまでには至らなかった。陣と同じく、M-1最終レースでゴールを目指す発言をしている。最後はネロに反旗を翻して彼のマシンを破壊しようとするも、結果的に返り討ちとなった。
使用マシンは「ファントムブレード」。兄のマシンと合体し「ファントムバイス」となる。
桜林アキラ（さくらばやし アキラ）
声 - 伊崎寿克
ボルゾイスクールの生徒。顔が細く小柄な体格。初登場ではSクラスの当落線上の位置にいたが、クラスアップレースで烈矢に敗北しAクラスに降格して以来、烈矢を目の敵にしている。後にSクラスに再昇格。ボルゾイスクール閉鎖後も変わらずバトルレースをしており、ボルゾイレーサーだった左京がバトルレースをやめたことに怒りを露わにするなどSクラスレーサーの誇りを持ち続けている。M1予選で一次予選を通過するも、二次予選では｢ひとし｣に敗北する。
トオル
声 - 森久保祥太郎
ボルゾイスクールの生徒。やや小太りな体格。アキラと同じ理由で、烈矢を目の敵にしている。クラスアップレースでは烈矢に敗北しSクラスのバッジをむしり取られ、屈辱を味わわされたが、後にSクラスに再昇格。
シュウ
声 - 出口佳代
ボルゾイスクールの生徒。金髪で黄色いジャケットを着ている。相棒のケンジと共にSクラスに昇格した烈矢と組んでいたが、障害を越えられないと見るやあっさりと切り捨てられた。後にアキラ・トオルと共に行動している。
ケンジ
声 - 川上とも子→堀江由衣→くまいもとこ
ボルゾイスクールの生徒。軽いパーマが特徴。相棒のシュウと共にSクラスに昇格した烈矢と組んでいたが、シュウと同じくあっさりと切り捨てられた。後にアキラ、トオルと共に行動している。
祐二（ゆうじ）
声 - 黒田由美
MAX編6話に登場したボルゾイスクールの生徒。烈矢と共にAクラスからSクラスへのクラスアップレースを参加。烈矢に対して友好的な態度を接しており、レースではトオルとシュウの妨害から彼を庇っていたが、ゴール直前に自身のマシンが烈矢の手によって弾き飛ばされてしまい、Aクラスに降格。だが、烈矢を責めることもなく、「ボルゾイレーサーは、馴れ合いの走りをしちゃダメなんだ」と自分の考え方が間違っていたことを悟る。
ベンジャミン・ワタナベ、チャーリー・ヤマザキ
声 - 高乃麗（ベンジャミン）、大谷育江（チャーリー）
MAX編24話に登場したボルゾイレーサーのコンビ。いずれもスクール最低のCクラスである。一文字兄弟を倒すことでCクラス脱出を図ろうとして挑戦を挑んでくるが、実力は低くずるい作戦を連発する。一文字兄弟がこの2人とのレースそっちのけでコースを飛び出し走り出して一文字兄弟に勝利するが、練習をサボったコーチの罰でDクラスに降格されていった。

### USAチャンプ
グレン
声 - ねずみ（現：松田佑貴）
ミニ四駆世界戦日本ステージのために来日したミニ四駆USAチャンプの一人。ボルゾイのバトルレーサーたちを寄せ付けない実力を持っているが、日本のレーサーをレベルの低いレーサーと見下しており、豪樹たちと勝負をすることになる。しかし、USAチャンプほどの実力の持ち主でありながら、豪樹と同じく個人戦の主義者であるためアメリカ代表のグランプリチームであるNAアストロレンジャーズには、チーム走行に対して興味がないと語っている。レース中にマリナをデートに誘うなど、軟派なところもある。
使用マシンは「エアブレーダー」。
マリーン
声 - 白倉麻子
ミニ四駆世界戦日本ステージのために来日したミニ四駆USAチャンプの一人で紅一点。グレンと同じ理由で、豪樹たちと勝負をすることになる。レース前は、音楽をかけながら読書をしてリラックスをする習慣がある。また、マリナのファイヤースティンガーを結構気に入っていたと述べることも。
使用マシンは「マリンブレーダー」。
テリー
声 - 並木伸一→永野広一
ミニ四駆世界戦日本ステージのために来日したミニ四駆USAチャンプの一人。グレンと同じ理由で、豪樹たちと勝負をすることになる。特技は投げ縄。相手を見くびることがなくたとえ、遅いマシンでも後に障害となる可能性があれば、潰すという石橋を叩いて渡るタイプ。また、ナックルストームが発動した烈矢のナックルブレイカーZ-1に負けて悔しがるグレンやマリーンをよそに、日本のレーサーである豪樹、烈矢、マリナの3人に負けたのが自分たちがいがみ合っていたからだと反省するなど、如何なる時でも冷静さを失わない。
使用マシンは「ランドブレーダー」。

## 漫画版のみの登場キャラクター

### 爆走兄弟レッツ&ゴー!!（漫画）
リョウの父親
リョウと二郎丸の父親。トラックの運転手。本名は不明。息子たちを残し、日本中をトラックで走り回っているが、2人に時折会いに戻ってくる。
おとめ
藤吉の教育係を務める三国家の家政婦。「ざます」の語尾が口癖の女性。三国財閥の跡取りである藤吉がミニ四駆に没頭しているのを、快く思っていなかったが、考えを改める。
佐上夫人
ジュンの母親。本名は不明。ビクトリーズのユニフォームは彼女が作ったもの。　
サリー
ジュンの愛犬。
メカニックマン
ファイターと共にミニ四駆の裏方として活動。

### 爆走兄弟レッツ&ゴー!! MAX（漫画）
クリフ
アストロレンジャーズ・ユースの少年。WGPルーキー戦に参加。先輩であるアストロレンジャーズ同様に衛星通信を駆使する。性格は穏やかだが、少々弱気な面がある。また、ビクトリーズに対抗して結成させられた豪樹・烈矢・ネロ・クリフ・カリームのルーキーチームではナビゲートを担当するが、優柔不断な判断を連発し、豪樹とネロにブーイングを食らう。それでも、烈矢の「お前の決めた道なら天国でも地獄に付いて行く」という励ましによって立ち直り、ルーキーチームをビクトリーズへ追い着くまでに導く。マシンはバックブレーダーの後継機である「バニシングゲイザー」。
カリーム・ハメド
WGPルーキー戦に参加した謎の男。アフリカ系の服装をしている。あまり言葉を発しないが、攻撃を仕掛けてきた草薙兄弟を返り討ちにし、「道を閉ざす者には、死の鉄槌を」という祖国のことわざを教えた。その殺気はネロさえも恐れるほどである。また、信念は「敵はおのれ自身。レーサーは余計なことを考えず、ただゴールを目指すのみ」でありネロの挑発を軽くかわした。ルーキーチームではメカニックを担当し、初めは冷たそうな態度をとるが、クリフの立ち直りを見てピットカーの出力を上げるなど、チームに貢献するようになる。ネロが自分のせいでビクトリーズに負けたことをルーキーチームのメンバーに謝罪した時も、久しぶりに楽しいレースだったと、優しい言葉をかける。マシンは「デザートゴーレム」。
ペペ
ルーキー戦第2ステージから出場した、シード選手の少年。しかし、それは豪樹いわく「ボンボンかよ」との通り、スポンサーの息子というコネによるもので、お気楽ムードで参戦してしまった。草薙兄弟やカリームなど、強力なバトルレーサーに恐れをなして豪樹らに助けてもらうも、ネロによってマシンを破壊され、リタイアとなる。だが、ネロに殴りかかろうとする豪樹を止め、「失格になってしまう、これ以上迷惑はかけられない」「いいレーサーに出会えた」などと発言し、いいところも見せた。

### 爆走兄弟レッツ&ゴー!! Return Racers!!
星馬翼（）
声 - 徳井青空
『Return Racers!!』『翼 ネクストレーサーズ伝』の主人公で、豪を父と慕う少年。正式な苗字は不明だが『ネクストレーサーズ伝』では星馬と名乗っているのでここに表記する。実際に豪と血縁関係があるのかは不明瞭だが容姿、性格共に豪の面影を強く持ち、周囲の人間からは豪自身の息子と確証を持たれている。特にマシンセッティングにおける発想が非常に似通っており、コースの同じ部分でばかりコースアウトする翼の狙いを豪のみが気づくほど。ただし、過去の回想がメインとなる本作での都合上出番は多くない。彼自身もミニ四レーサーであり、母親に買ってもらったマシンを独自に改造した「ウイングマグナム」およびそれにさらに豪による改造を施された「Zウイングマグナム」を愛機とする。
その後、『翼 ネクストレーサーズ伝』にて豪と同居しながら近所の小学校に編入し、そこで瞬や仲間たちと出会い「ミニ四駆部 チームペガサス」を結成、様々な敵とレースで戦っていくことになる。また、途中で愛機を「グレードマグナムリボルバー」に変更している。
翼の母
元レースクイーンで名前は不明。海外での仕事が入ったために翼を父親と思しき豪のもとに預けた。豪を父親と判断したのは翼自身が豪に似ていたためで、彼女自身にも確固たる根拠はなかった模様。
ロニー・チャップマン
F1の前年度チャンピオンで、豪がライバル視するF1レーサー。コーナーを鋭角に曲がるV字コーナーリングを得意とする。彼自身が人の名前を覚えるのが苦手なのか、はたまた眼中にないのか豪の名前を長く覚えられなかったが、日本グランプリにて初心を取り戻した豪の走りを見て名前を覚えた。
ピーター・チャップマン
ロニーの息子。かつてのミニ四駆世界チャンピオンである星馬兄弟に憧れており、彼らゆかりの地である佐上模型店に現れた。ミニ四レーサーとしての腕は高く、絶妙なセッティングにより父親譲りのV字カーブを使いこなす。翼とジュンのレースに乱入しウイングマグナムを圧倒するが、Zウイングマグナムに敗れる。マシンは「ディオスパーダ」。
クラッシャージロー
本作の15年前（前作の5年後）に登場。ミニ四駆レジスタンス「デスエンジェルズ」なる暴走族のリーダーで、彼が走るとすべてのミニ四駆が破壊されるとされる史上最悪のレーサー。天才的なミニ四駆の改造および修理技術を持つが、それ故にマシンを破壊することに何らためらいもなくマシンを壊されることを嫌う感情も理解できなく、それは自身のマシンであっても例外ではない。病的なまでのスリル狂で事あるごとに興奮しており、豪からは「変態」と称された。大神軍団のレイ・カイ・ゲンを襲撃し、彼らのマシンをつぎはぎしたマシンを星馬兄弟に見せつけて2人の怒りを買い、彼らをデスレースに引き込む。ただし前述のマシンを気軽に破壊する性質はあくまで簡単かつ完璧に元通りにできるという前提でのものであり、大神軍団のマシンも元通りに復元すれば許してくれると考えていたが、そんな人間性が災いして友人を失った過去がある。星馬兄弟とのレース中、壊されては修理されを繰り返し、ついにはジローによる修理を拒むかのように逃げ、涙のごとくグリスを垂れ流す自身のマシンを目にしミニ四レーサーとしての原点に立ち戻り改心、ミニ四駆への愛情も取り戻した。マシンは大神軍団のマシン3機を合体させたキメラマシン「ビークスティンガーG」。
鷹羽はるみ
鷹羽兄弟の母親。人懐っこい性格だが、リョウは苦手としている。『Return Racers!!』の過去編で登場し、「はるみ食堂」という移動弁当屋で全国を回っている。北海道で活動していた際、藤吉たちに連れてきてもらった我が子たちと3年ぶりの再会を果たした。
たかし
三国建設の社員で、藤吉からは「青年」と呼ばれている。いわゆる復帰組のミニ四レーサーであり、少年時代に手が出なかったパーツを大人買いするのが趣味。その一方でジュンに惚れており、彼女目当てに佐上模型店に通っている節もある。同じくジュンに惚れていた藤吉から大金と引き換えに身を引くように言われ激昂、ジュンとの結婚をかけてのレースを挑む。マシンは「シャイニングスコーピオン」。
大神陽人（おおがみ はると）
大神博士の息子で、争いを好まないおとなしい少年。『Return Racers!!』の青春中学生編で登場し、カツアゲに遭っていたところを豪に助けられる。そのことをきっかけに意気投合し、全国大会に出場するための新しいマグナム「デュアルハイブリッドGマグナム」を共同制作、豪のセコンド役を買って出る。大会本番では、陽人が開発した車体制御システムが功を奏して凄まじい走りを見せるが、それを目にして「自分のシステムのおかげでマシンが完成したのだから、自分は豪より優れている」と確信、大神博士譲りの傲慢さを露わにして豪に反旗を翻す。

### レッツ&ゴー!! 翼 ネクストレーサーズ伝
メインキャラクターのみ。
星馬翼
項目は上記と同様。
大地瞬
転入してきた翼と初めて友達になった少年。ミニ四駆レーサーであるが、クラスメイトにミニ四駆が好きな人間がいないので当初はミニ四駆好きであることを隠していたが翼によって公にすることにした。外見が少年時代の烈に似ているが血の繋がりはない赤の他人。
気弱な性格だが、ミニ四駆への熱い情熱を秘めていて冷静に場を見極める能力もある。
当初はスーパーアバンテRSを使用していたが後に烈から譲り受けた「コスモソニック」を愛機とする。
宇佐美丸夫
太った少年で勉強も運動もダメ。しかし、父親がピアニストであるため非常に耳が良く、マシンのコンディションを音で知ることができる。それを買われてチームペガサスの一員となった。一度、ゴッドアイの策略で翼と仲違いしたこともあった（他のメンバーと違い彼は困惑した様子だった）が駿と違い感情的になりすぎていなかったため、感情的になりすぎていた駿と（駿が感情的になりすぎていたために）素直になれずにいた翼が口論を始めた時には光太郎と共に2人を制止し、翼と駿が和解したのを機に翼と完全に和解した。愛機は「ラウディーブル」。
牙光太郎
翼と瞬にミニ四駆部を作ることを提案した少年。最初は少々怪しい雰囲気を見せ、初のVR世界でのレースでラフプレイも目立っていたが、3人の実力を認めて以降はそういうことも無くなりチームペガサスの一員となっている。よく「かかか」と笑う。
一度、ゴッドアイの策略で翼と仲違いしたこともあったが駿と違い感情的になりすぎていなかったため、感情的になりすぎていた駿と、素直になれずにいた翼が口論を始めた時には丸夫と共に2人を制止している。そして、翼が駿たちが正しかったと悟ったのを機に和解した。愛機はコーナー重視の「ウルフファング」（未キット化）。
アオキング
ゲームセンターにあるVRサーキット（オフライン）で会い、レースを通じて仲間となったが、あまり登場しない（実は翼たちとは学校が違う）。
お調子者で丸夫曰く「翼君と似てる」。「〜ゼニ」が口癖。ネコが大好き。
愛機は「インフィニティー∞」（未キット化。2018年ミニ四駆デザインコンテストにて翼ネクストレーサーズ伝賞を受賞したもの）。
牙輝太郎
光太郎の兄で、チームペガサスの顧問。弟同様、レースの時は人が変わる。メカには詳しい。使用マシンは「ミニ四駆パンダ」など。実は土屋博士の弟子。